# Armoriale delle famiglie italiane (Pit-Puz)
Questo è l'armoriale delle famiglie italiane il cui cognome inizia con le lettere che vanno da Pit a Puz.

## Armi

### Pit
| Stemma | Casato e blasonatura |
| ------ | --- |
|        | Piterà (Catanzaro) Di rosso a 3 gigli d'oro uscenti da un vaso d'argento (citato in BLCL) |
|        | Pittaluga (Ovada) D'argento, al leone coronato d'oro, tenente un tralcio di vite pampinoso di verde, fruttato al naturale e posto in palo, il tutto sostenuto da una terrazza di verde (citato in (35)) |
|        | Pittatore o Pittatori (Fossano) Titolo: consignori di Ricroso Trinciato di verde e di rosso, a cinque stelle d'oro ordinate in croce Motto: Spes mea in Domino (citato in (22)) |
|        | Pittella (Messina) d'oro, all'albero sradicato di verde, col capo d'azzurro, caricato da due stelle d'argento (citato in Mango) |
|        | Pitti (Firenze) bandato, innestato d'argento e di nero, di otto pezzi (citato in (7) – pag. 138) |
|        | Pitti (Pistoia) Interzato in fascia: nel 1° di rosso; nel 2° losangato d'argento e d'oro; nel 3° di rosso, al crescente montante d'argento (citato in (20)) |
|        | Pitti (Firenze) Fasciato ondato di nero e d'argento alias Fasciato ondato di nero e d'argento, al lambello a quattro pendenti di rosso attraversante in capo alias Fasciato ondato di nero e d'argento, al lambello a sei pendenti di rosso attraversante in capo alias Fasciato ondato di nero e d'argento, al lambello a tre pendenti di rosso attraversante in capo alias Fasciato ondato di nero e d'argento, con la crocetta di rosso posta in cuore, sulla pezza centrale d'argento alias Di nero, a due fasce ondate d'argento alias Fasciato ondato di nero e d'argento, con lo scudetto rotondo del Popolo fiorentino posto in capo alias Fasciato ondato di nero e d'argento, al lambello a quattro pendenti di rosso attraversante in capo, a tre gigli da giardino al naturale, posti in un vaso dello stesso, il tutto attraversante in punta alias Fasciato ondato di nero e d'argento, al lambello a sei pendenti di rosso attraversante in capo, a tre gigli da giardino al naturale, posti in un vaso dello stesso, il tutto attraversante in punta alias Fasciato ondato di nero e d'argento, al lambello a tre pendenti di rosso attraversante in capo, a tre gigli da giardino al naturale, posti in un vaso dello stesso, il tutto attraversante in punta (citato in (20)) |
|        | Pitti (Toscana) (DE) In Silber 4 schwarze Wellenbalken, der zweite oben überdeckt von 1 vierlätzigen roten Turnierkragen, der zweite und dritte dazwischen begleitet von 1 roten Kreuz (citato in (28)) (Immagine nella Raccolta stemmi Trippini (JPG).) |
|        | Pitti (Toscana) (DE) In Silber 4 schwarze Wellenschrägbalken (citato in (28)) |
|        | Pittoni (Venezia -Trieste) Inquartato: nel primo e nel quarto, di rosso al palo d'argento caricato di un monte di sei cime di verde, cimato da un pino dello stesso, sostenente una civetta al naturale posta di fronte: nel secondo e nel terzo, d'oro a due sbarre di rosso e d'azzurro, il tutto caricato di un'aquila di nero imbeccata e membrata d'oro ( presente nella Biblioteca Civica Attilio Hortis di Trieste) |
|        | Pittoreggi (Firenze) Troncato: nel 1° d'azzurro, al giglio, talvolta bottonato, di rosso; nel 2° d'argento, a tre fasce ondate di nero (citato in (20)) (DE) Blau-silber geteilt: Oben 1 rote Lilie, unten 3 schwarze Wellenbalken (citato in (28)) |
|        | Pittori (Napoli, Carpi) aquila di nero su argento - braccio destro vestito di nero uscente da destra afferrante con la mano di carnagione una scure di argento in palo su azzurro - 2 stelle (6 raggi) di oro su azzurro - albero di pino al naturale sradicato su azzurro (citato in LEOM) |
|        | Pitzolo (Sassari) Inquartato: nel 1° d'argento all'albero sormontato dal sole; nel 2° d'azzurro all'albero attraversato da un leone passante coronato volto verso sinistra, il tutto al naturale; nel 3° d'oro a 2 pali scorciati di nero sulle onde del mare d'azzurro; nel 4° di rosso al braccio destro vestito d'argento che tiene una pianticella di verde nella mano (citato in DAlena) |

### Piu
| Stemma | Casato e blasonatura |
| ------ | --- |
|        | Piuma (Genova) (la blasonatura non è stata ancora caricata) (citato in DAlena) interzato in fascia di oro di argento e - scaccato di rosso e di argento - aquila coronata di nero nascente dalla partizione su oro - 2 colombe (uccelli) di nero ferme e affrontate su argento (citato in LEOM) |
|        | Piuma (Prasco, Monastero Bormida) Titolo: conti di Prasco D'azzurro, alla penna d'oro alias Scaccato, d'argento e di rosso, con il capo d'oro, all'aquila nascente, di nero, sostenuto da un capo abbassato, pure d'oro, carico di due merli, di nero alias Interzato in fascia, al 1° d'oro, all'aquila coronata, di nero, nascente, al 2° d'argento, a due colombe di nero, affrontate, al 3° scaccato di rosso e d'argento (citato in (22)) |
|        | Piuma penna di struzzo posta in fascia di argento la punta a destra su azzurro - 3 ancore a 2 marre in palo poste in fascia di oro incatenate dello stesso su rosso (citato in LEOM) |
|        | Piumatto (Bra) Troncato, d'argento e d'azzurro, alla penna di struzzo dell'uno nell'altro, muovente da destra (citato in (22)) |
|        | Piumazzo o Piumasso (Asti) D'azzurro, a tre pennacchi di cinque penne di struzzo, due di argento, ai lati, due di rosso, interne, una d'oro, nel centro Motto: In te Domine (citato in (22)) |
|        | Piumi (Siena) D'azzurro, alla fascia d'oro, accompagnata in capo da due penne (o piume) decussate d'argento, e in punta da un torsello dello stesso; il tutto abbassato sotto il capo cucito d'Angiò alias D'azzurro, alla fascia d'oro, accompagnata in capo da due penne (o piume) decussate d'argento, e in punta da una testa di leone dello stesso; il tutto abbassato sotto il capo cucito d'Angiò (citato in (20))                      |

### Piv
| Stemma | Casato e blasonatura |
| ------ | --- |
|        | Piva (Chioggia) (la blasonatura non è stata ancora caricata) (citato in Araldica gentilizia (archiviato dall'url originale il 24 settembre 2015).) |

### Piz
| Stemma | Casato e blasonatura |
| ------ | --- |
|        | Pizica (Pisa) D'oro, allo scaglione d'azzurro accompagnato da tre palle dello stesso, 2.1 (citato in (20)) |
|        | Pizzamano (Lendinara) croce di oro su troncato di azzurro e di rosso (citato in LEOM) |
|        | Pizzardi (Bologna, Napoli) torre (2palchi) di argento coperta su azzurro - ruota di mulino di oro in basso su azzurro - pellicano con la sua pietà al naturale su oro - campagna scaccata di argento e di rosso (9 pezzi) - leone rampante di argento su rosso (citato in LEOM) |
|        | Pizzati (Pontremoli) D'azzurro, alla fascia diminuita d'oro, accompagnata da tre stelle a sei punte dello stesso ordinate in capo, e da un monte di tre cime di verde uscente dalla punta alias D'azzurro, alla fascia diminuita d'oro, accompagnata da tre stelle a otto punte dello stesso ordinate in capo, e da un monte di tre cime di verde uscente dalla punta (citato in (20)) |
|        | Pizzi (Parma) 3 stelle (5 raggi) di oro su fascia di argento su azzurro (citato in LEOM) |
|        | Pizzini (Firenze) D'argento, all'albero sradicato al naturale, e alla banda attraversante di rosso alias Di..., alla gemella in fascia di... (citato in (20)) |
|        | Pizzinini o Pizzinini Guidone (Toscana) (DE) In Silber 1 schwarzer Adler (citato in (28)) |
|        | Pizzolanti (Cesena) (la blasonatura non è stata ancora caricata) (citato in BLCW) Immagine in Blasone Cesenate. |
|        | Pizzoli d'azzurro alla fenice sulla sua immortalità fissante un solo d'oro orizzontale a destra (citato in (4) – Vol. II pag. 118) |
|        | Pizzoli (Bologna) 6 losanghe poste in doppia fascia troncate di azzurro e di oro su troncato di oro e di azzurro - capo d'Angiò (citato in LEOM) |
|        | Pizzone (Mondovì) D'azzurro, alla “piccia” ossia focaccia triangolare, d'oro Motto: Vincit amor (citato in (22)) |
|        | Pizzoni (Brescia) colomba sorante di argento reggente con il becco una croce potenziata di oro e nella zampa destra un ramo di olivo al naturale posata sul monte centrale di 3 di oro uscenti dalla punta su azzurro (citato in LEOM) |
|        | Pizzoni (Brescia) colomba di argento su rosso - giglio di oro su monte a 3 cime di verde uscente dalla punta su argento (citato in LEOM) |
|        | Pizzorna o Pizzorno (Ovada) Tagliato-inchiavato d'oro e di rosso, la partizione accostata da due leoni affrontati dell'uno nell'altro, con la pianura di verde (citato in (35)) |
|        | Pizzuto (Siracusa, Palermo) d'azzurro, alla punta d'oro (citato in Mango e in (25)) Notizie storiche in Famiglie nobili di Sicilia. |

### Pl
| Stemma | Casato e blasonatura |
| ------ | --- |
|        | Placeo (Strambino) Troncato d'argento e di rosso, a un pavone passante sul tutto, al naturale, accompagnato da due stelle, d'azzurro Motto: Si Deus pro nobis (citato in (22)) |
|        | Placidi (Siena, Firenze) Troncato d'oro e di rosso (citato in (20)) troncato di oro e di rosso (citato in LEOM) alias Troncato d'oro e di rosso, il primo caricato di un'aquila dal volo spiegato di nero (citato in (20)) alias Troncato d'oro e di rosso, il tutto abbassato sotto il capo dell'Impero (citato in (20)) alias di rosso, al capo dell'Impero (Immagine nella Raccolta stemmi Trippini (JPG).) |
|        | Placidi (Siena, Firenze) rosso pieno - aquila di nero su oro in capo - trangla di oro (citato in LEOM) |
|        | Plaisant (San Miniato) Interzato in fascia: nel 1° d'oro pieno; nel 2° d'azzurro, allo scudetto ovale d'argento, accostato da due stelle a otto punte d'oro, e caricato di una torre di due piani di rosso; nel 3° di rosso, al monte di tre cime d'oro, movente dalla punta (citato in (20)) |
|        | Plaisant o Plesant (Casale) Titolo: conti di Cellamonte Troncato, al 1° d'argento, al leone di rosso, tenente un'alabarda dello stesso, al 2º bandato di rosso e d'oro (citato in (22)) |
|        | Plaja (Sicilia) fasciato d'oro e d'azzurro, a tre alberi di verde attraversanti (citato in Mango) |
|        | Plaja (Sicilia) Titolo: barone di Vatticani fasciato d'oro e d'azzurro, di sei pezzi; col capo di rosso, caricato da tre palle d'oro (citato in (25)) Corona di barone Notizie storiche in Famiglie nobili di Sicilia. |
|        | Plana (Guarene, Alba) D'argento, alla quercia, al naturale, nutrita nella punta dello scudo, con il capo di rosso (citato in (22)) |
|        | Planelli (Bitonto) Titolo: nobili di Bitonto di rosso con una lupa passante d'oro accompagnata in capo da un giglio del medesimo e in punta di una rosa d'argento (citato in (23)) lupo passante di oro sormontato da - un giglio dello stesso e accompagnato in basso da - una rosa di argento tutto su rosso (citato in LEOM) alias di rosso con una lupa passante d'oro alla destra un giglio dello stesso e alla sinistra una rosa d'argento Motto: Inter bella fides (citato in (23)) lupo passante di oro affiancato a sinistra da - un giglio dello stesso e a destra da una rosa di argento tutto su rosso (citato in LEOM) |
|        | Planelli (Bitonto) fascia noderosa di oro su troncato di rosso e di nero (citato in LEOM) |
|        | Planeta (Sambuca, Palermo) Titolo: barone di Santa Cecilia troncato 1° d'argento col sole in capo accostato a sinistra di una mezzaluna crescente accompagnata da una cometa accostata da due stelle e a sinistra un leoncino il tutto d'oro, nel 2° di rosso alla fascia d'azzurro, con un leoncino d'oro alla punta (citato in (23)) spaccato: al 1° d'argento col sole in capo accostato a sinistra da una mezzaluna crescente ed accompagnato in punta a destra da una cometa accostata da due stelle (6) ed a sinistra da un leoncino, il tutto d'oro; al 2° di rosso alla fascia d'azzurro cucita, con un leoncino d'oro posto in punta ed attraversante sull'azzurro (citato in (25)) leone rampante a destra mirante una luna - sole raggiante al centro in alto e - cometa posta in palo a sinistra in basso affiancata da - 2 stelle (6 raggi) tutto di oro su argento - leone rampante di oro su fascia di azzurro su rosso (citato in LEOM) Notizie storiche in Famiglie nobili di Sicilia. |
|        | Plata (Sicilia) d'argento, all'albero di platano di verde al tronco d'oro, cimato da un rosignolo al naturale (citato in Mango) |
|        | Plata (Sicilia) d'argento, con un platano di verde sormontato da un rosignuolo al naturale (citato in (25)) Notizie storiche in Famiglie nobili di Sicilia. |
|        | Platamone (Trapani, Palermo, Messina, Catania) Titolo: barone di San Marco, Priolo, Passaneto, Cipolla, Imposa; conte di S. Antonino; marchese di Mezzojuso; duca di Belmurgo; principe di Rosolini, Larderia d'oro, al monte di nero, di cinque vette, sormontato da tre conchiglie montanti, ordinate in fascia, queste sormontate da un giglio, il tutto di rosso. (citato in Mango – Vol. II, in (23) e in (25)) d'oro, col monte di cinque cime di nero, movente dalla punta, sormontato da tre conchiglie di rosso, allineate in fascia, ed un giglio del medesimo posto al capo (citato in (25)) monte a 5 cime di nero uscente dalla punta - 3 conchiglie poste in fascia sormontate da un giglio tutto di rosso su oro (citato in LEOM) Corona e mantello di principe Notizie storiche in Famiglie nobili di Sicilia. Ulteriori notizie storiche in Famiglie nobili di Sicilia. |
|        | Platania o Platan (Acireale) Titolo: nobile del S.R.I. (Sacro Romano Impero) d'azzurro al ponte d'oro di tre archi, con un fiume d'argento corrente, tre platani di verde sul ponte, quello di mezzo sostenuto da due leoni coronati d'oro controrampanti (citato in (23) e in Mango) ponte di oro a 3 luci su fiume di argento cimato da - 3 alberi di platano al naturale il centrale sostenuto da - 2 leoni controrampanti coronati di oro tutto su azzurro (citato in LEOM) |
|        | Plateo (Udine) colonna troncata di rosso e di argento cimata da un triangolo di azzurro su troncato di argento e di rosso affiancata in alto da - 2 rose di azzurro su argento (citato in LEOM) |
|        | Platestainer (Germania, Parma) Partito, al 1° palato d'azzurro e d'argento, di otto pezzi, con il capo d'oro, al 2° d'argento, alla quercia nutrita sopra una pianura erbosa, al naturale, sostenuta da un leoncino d'oro (citato in (22)) |
|        | Platestainer (Germania) torre merlata alla guelfa al naturale su terrazzo di verde accompagnata a destra in alto da - stella (6 raggi) di oro tutto su argento - albero uscente dalla troncatura accompagnato a destra da - leone rampante tutto al naturale su oro - rosso pieno - azzurro pieno (citato in LEOM) |
|        | Platestainer (Germania) mezza aquila bicipite di oro uscente dalla partizione su nero - fasciato di argento e di rosso (citato in LEOM) |
|        | Platina (Cremona, Savigliano) Troncato, al 1° d'oro, all'aquila coronata, di nero, al 2° d'azzurro, al giglio d'oro Motto: Cum hoc plura spero (citato in (22)) |
|        | Platis (la blasonatura non è stata ancora caricata) (citato in DAlena) |
|        | Platis o Platiis o Piatti (Chivasso) Titolo: consignori di Candia e Castiglione D'argento, al castello d'azzurro Motto: Moderata durant (citato in (22)) |
|        | Plato (Cesena) (la blasonatura non è stata ancora caricata) (citato in BLCW) Immagine in Blasone Cesenate. |
|        | Plattis (Cento) torre di oro merlata alla ghibellina su azzurro aperta e finestrata del campo - cherubino di oro in alto su azzurro (citato in LEOM) |
|        | Platzaert (Fiandre) Titolo: conti di Sassi D'oro, all'aquila di verde, linguata e membrata di rosso (citato in (22)) |
|        | Plebano (Moncalieri) Titolo: consignori di Cellareng Di (...), inferriato di (...), a due fasce di (...), attraversanti (citato in (22)) |
|        | Plini (Trevi) (la blasonatura non è stata ancora caricata) Notizie storiche nel sito della Associazione Pro Trevi. |
|        | Plinj (Montefalco) (la blasonatura non è stata ancora caricata) (citato in Degli Abbati) |
|        | Plotti (Sicilia) Diviso: nel 1° d'oro, col gallo di nero, crestuto e barbuto di rosso, sormontato da tre stelle d'azzurro; nel 2° d'oro con tre sbarre di rosso (citato in (25)) Notizie storiche in Famiglie nobili di Sicilia. |
|        | Plowden (Fiesole, Firenze) D'azzurro, a tre gigli d'oro, 2.1 (citato in (20)) 3 gigli di oro posti 2,1 su azzurro (citato in LEOM) |
|        | Plutino (Napoli, Reggio Calabria) Titolo: conti d'azzurro alla fascia accompagnata da un leone illeopardito linguato di rosso, in punta da tre bande il tutto d'oro (citato in (23)) fascia di oro su azzurro - leone passante di oro su azzurro in alto - 3 bande di oro su azzurro in basso (citato in LEOM) |

### Po
| Stemma | Casato e blasonatura                                                                             |
| ------ | ------------------------------------------------------------------------------------------------ |
|        | Po (Milano) aquila di nero coronata di oro su oro - palato di nero e di argento (citato in LEOM) |

### Poc
| Stemma | Casato e blasonatura |
| ------ | --- |
|        | Pocapaglia (Fossano, Savigliano) Titolo: (signori di Pocapaglia; consignori di Castagnole delle Lanze, San Gillio?) Palato d'argento e d'azzurro, i pali d'argento caricati ciascuno di una crocetta patente, di rosso, quelli d'azzurro di una spiga di grano, d'oro, il tutto verso il capo (citato in (22)) |
|        | Pocaterra (Cesena) (la blasonatura non è stata ancora caricata) (citato in BLCW) Immagine in Blasone Cesenate. |
|        | Pocca-Poina (Verona) 3 rose di rosso su fascia abbassata di oro su azzurro - 3 monti di verde al naturale uscenti dalla fascia il centrale più alto cimati da - 3 stelle (6 raggi) di argento poste 1,2 su azzurro (citato in LEOM) |
|        | Poccenghini (Siena) Inquartato decussato di... e di..., a due stelle a sei punte di..., una nel 1° e una nel 4° quarto alias Inquartato decussato di... e di..., a due stelle a otto punte di..., una nel 1° e una nel 4° quarto (citato in (20)) |
|        | Pocci (Viterbo) (la blasonatura non è stata ancora caricata) (Immagine nella Raccolta stemmi Trippini (JPG).) |
|        | Pocci (Roma) colonna corinzia di argento su rosso - sostenente luna montante di argento da cui escono 3 spighe di oro poste a ventaglio su azzurro in capo (citato in LEOM) |
|        | Poccianti (Livorno) D'azzurro, all'albero di pino sradicato al naturale, attraversato al fusto da una testa strappata di cane mastino d'oro, lampassata di rosso; il tutto abbassato sotto il capo dell'Impero (citato in (20)) |
|        | Poccianti (Firenze) aquila al naturale su oro - albero di pino sradicato al naturale su azzurro caricato da - una testa di cane di profilo recisa di oro linguata di rosso (citato in LEOM) |
|        | Pocciantini (Firenze) D'oro, alla gemella in banda di nero, accostata da due leoni leoparditi dello stesso (citato in (20)) |
|        | Pochettini (Racconigi, Savigliano, Torino) Titolo: conti di Serravalle, Villanova Solaro; signori di Arondello e della Valle di Chy; consignori di Cavallerleone D'azzurro, al leone d'oro, armato e linguato di rosso, con il capo d'argento, carico di una bilancia, di rosso (citato in (22)) leone rampante di oro su azzurro - bilancia di rosso su argento in capo (citato in LEOM) Motto: Modicum iusto melius |
|        | Pochettino o Pochettini (Chieri, Torino) D'oro, al capo d'azzurro, carico di tre stelle d'oro Motto: Senza frode (citato in (22)) |

### Pod
| Stemma | Casato e blasonatura |
| ------ | --- |
|        | Podaliri Vulpiani (Ancona) torre al naturale fondata su terrazzo di verde uscente dalla punta su azzurro - sole raggiante di oro in alto su azzurro - 2 stelle (6 raggi) di oro poste in fascia sovrastanti la torre su azzurro - fascia di rosso su argento - monte a 7 cime di verde uscente dalla fascia sormontato da - 3 gigli di azzurro posti tra 4 punte di un lambello di rosso in alto su argento - 3 bande di azzurro su argento in basso (citato in LEOM) |
|        | Podavini (Molsone di Muscoline) troncato nel 1º d'azzurro al sole con rami avvinti a una colonna; nel 2º di verde (citato in Piovanelli) |
|        | Podboy (Bisterza) figura di Santa Barbara in maestà di carnagione vestita di azzurro tenente in destra la palma del martirio di verde e poggiante la sinistra su una spada in palo al naturale ficcata nel terrazzo di verde uscente dalla punta tutto su argento - 3 api viste di dorso di oro poste in palo un sull'altra su rosso (citato in LEOM) |
|        | Poderico (Napoletano) fasciato d'oro e di rosso, col capo azzurro caricato di un crescente d'oro (citato in (24)) Notizie storiche in Nobili napoletani. |
|        | Podesta (Genova) albero nodrito su terrazzo erboso uscente dalla punta tutto al naturale sorretto da - 2 leoni controrampanti di oro affiancati da - 2 colonne di argento fondate sul terrazzo stesso tutto su azzurro (citato in LEOM) |
|        | Podesta (Genova) albero nodrito su terrazzo erboso uscente dalla punta tutto al naturale sorretto da - 2 leoni controrampanti di oro affiancati da - 2 colonne di cui la sinistra di oro e la destra di argento fondate sul terrazzo stesso tutto su azzurro (citato in LEOM) |
|        | Podestà Lucciardi (Sarzana) croce di rosso su argento - aquila nascente dalla partizione coronata di nero su oro - 2 bande di rosso su azzurro - albero di palma su terrazzo di verde su azzurro affiancata da - 2 colonne di argento sorrette da - 2 leoni controrampanti di oro su azzurro (citato in LEOM) |
|        | Podesti (Ancona) ghirlanda di quercia di verde fruttata di oro appesa con un nastro di rosso ad un tirso di oro posto in fascia (bastone rituale delle baccanti) su argento - 2 stelle (8 raggi) di oro poste sull'azzurro del capo piegato in 2 curve concave sull'argento (citato in LEOM) |
|        | Podio (Cavallermaggiore) Titolo: consignori di Sanfré, Vicoforte D'argento, alla punta d'azzurro (citato in (22)) |
|        | Podio o Poggio (Sicilia) Titolo: barone del Cugno d'azzurro, al monte di tre cime movente dalla punta, sormontato da un giglio accostato da due stelle, il tutto d'oro (citato in Mango e in (25)) Notizie storiche in Famiglie nobili di Sicilia. |
|        | Podolfini Conestabile (Narni) (la blasonatura non è stata ancora caricata) (Immagine nella Raccolta stemmi Trippini (JPG).) |

### Poe
| Stemma | Casato e blasonatura |
| ------ | --- |
|        | Poerio (Catanzaro, Napoli) Titolo: nobili di Taverna D'azzurro allo scaglione d'argento accompagnato in capo da due stelle d'oro ed in punta da una rosa di rosso (citato in BLCL e in (23)) scaglione di argento su azzurro - 2 stelle (6 raggi) di oro poste in fascia in alto su azzurro - rosa di rosso in basso su azzurro (citato in LEOM) |
|        | Poerio (Sicilia) D'azzurro, col capriolo d'oro, caricato da un nodo a quattro punte di nero, accompagnato nel capo da due comete d'oro (citato in (25)) Notizie storiche in Famiglie nobili di Sicilia. |
|        | Poeti (Bologna) fasciato innestato d'azzurro e d'argento; al capo d'oro (citato in (12) – pag. 623) |

### Pog
| Stemma | Casato e blasonatura |
| ------ | --- |
|        | Poggesi (Pisa, Firenze) D'azzurro, all'albero al naturale nodrito su un monte di tre cime d'argento, e accompagnato nel cantone destro del capo da una colomba dello stesso, volante rivolta verso l'albero e tenente nel becco un rametto di verde (citato in (20)) albero al naturale nodrito sulla vetta di un monte a 3 cime di argento uscente dalla punta su azzurro - colomba in volo di argento rivolta in banda verso l'albero dal canton sinistro del capo su azzurro (citato in LEOM) |
|        | Poggi (Firenze) D'azzurro, al crescente montante accompagnato da tre stelle a otto punte ordinate in capo, e da un monte di sei cime posto in punta, il tutto d'oro (citato in (20)) monte a 6 cime di oro sormontato da - una luna montante dello stesso su azzurro - 3 stelle (8 raggi) di oro poste in fascia in alto su azzurro (citato in LEOM) |
|        | Poggi (Firenze) Troncato: nel 1° d'oro, all'aquila dal volo spiegato di nero, coronata del campo; nel 2° d'azzurro, all'albero di cipresso sradicato al naturale, sostenuto da due leoni d'oro controrampanti; con la fascia di rosso passata sulla troncatura (citato in (20)) |
|        | Poggi (Genova) leone rampante di oro su torrione al naturale merlato (2 pezzi) alla guelfa su 3 fasce di argento su azzurro (citato in LEOM) |
|        | Poggi (Castiglione di Garfagnana, La Spezia) aquila di nero rivolta posta sulla troncatura su oro - monte a 6 cime di verde uscente dalla punta su argento (citato in LEOM) |
|        | Poggi (Piacenza) fascia di argento su troncato di azzurro e interzato in palo di nero di azzurro e di argento - sole raggiante di oro su azzurro - leone rivolto di oro fermo su un poggio di verde uscente da destra e digradante verso la punta in sbarra su rosso - stella (5 raggi) di argento nel canton sinistro del capo su rosso (citato in LEOM) |
|        | Poggi (Piacenza) leone di oro rivolto in atto di saltare su un pendio di verde uscente dal lato destro digradante verso la punta a sinistra in sbarra su azzurro tenente nella zampa destra anteriore un giglio di giardino fiorito al naturale (citato in LEOM) |
|        | Poggi (Piacenza) leone rampante di oro su monte a 6 cime di argento uscente dalla punta su azzurro - aquila di nero su oro in capo (sulla prima partizione) - castello affiancato da 2 torri di argento su verde - palo di azzurro su 2 scaglioni dello stesso su oro (citato in LEOM) |
|        | Poggi (Cesena) (la blasonatura non è stata ancora caricata) (citato in BLCW) Immagine in Blasone Cesenate. |
|        | Poggiali (Pistoia) Di verde, al monte di otto punte d'oro (citato in (20)) |
|        | Poggiali (Pistoia) (DE) In Grün 1 schwebender goldener Sechsberg (citato in (28)) |
|        | Poggiali (Livorno) Di cielo, a due montagne uscenti dai fianchi dello scudo, e racchiudenti un terreno sormontato da due spade basse decussate, il tutto al naturale (citato in (20)) terrazzo di verde limitato da 2 monti dello stesso all'orizzonte e chiuso ai lati da 2 rocce degradanti da entrambi i fianchi verso la punta in banda e in sbarra al naturale su azzurro - in alto 2 spade incrociate al naturale manicate di oro punte al basso su azzurro (citato in LEOM)               |
|        | Poggini (Toscana) (DE) In Blau 1 goldenes Hochkreuz, 1 schwebenden goldenen Sechsberg besetzend und beidseitig begleitet von je 1 achtstrahligen goldenen Stern (citato in (28)) |
|        | Poggio (Torino) Un scudo d'argento ad uno scoglio nascente timbriato filato di nero ad una fronte d'azurro carica di una cometta d'oro Motto: Evitando (citato in (22)) |
|        | Pogiana (Asolo) Di rosso alla poiana al naturale accompagnata sul cantone destro da una stella (8) d'oro (citato in DAlena) |
|        | Pogolotti (Strambino) D'azzurro, al cervo d'argento, slanciato (citato in (22)) |

### Poi
| Stemma | Casato e blasonatura |
| ------ | --- |
|        | Poirot (Firenze) D'azzurro, a sei plinti d'argento, 3.2.1, e al capo cucito di nero caricato di una stella a sei punte d'oro posta in mezzo a due rose d'argento (citato in (20)) |
|        | Poirot de la Blandinière (Firenze) Inquartato: nel 1° e 4° troncato fiammeggiante d'azzurro e d'oro, al capo cucito del primo caricato di un cigno nascente dal volo spiegato d'argento; nel 2° e 3° di rosso, alla fascia d'oro accompagnata da tre crocette dello stesso, 2.1 (citato in (20)) |

### Pol
| Stemma | Casato e blasonatura |
| ------ | --- |
|        | Pola (Treviso) 3 bande di rosso su argento (citato in LEOM) |
|        | Polani interzato in fascia d'oro, d'azzurro e d'argento (citato in (7) – pag. 138) |
|        | Polara (Modica) Titolo: Marchese, barone D'azzurro alla cometa d'oro ondeggiante in palo accostata da sei stelle a sei raggi dello stesso ordinate in palo tre per parte (citato in Mario Pluchinotta, Blasonario della Contea di Modica, Siracusa, 1934, p 86 e nn. 1-2) |
|        | Polastri o Pollastri Di rosso, a tre pali d'azzurro, cuciti, con il capo d'oro, carico di un gallo di nero, crestato di rosso alias Di rosso, a cinque stelle d'oro, male ordinate alias Di [...], a due pali di [...], il 1°, 3° e 5° palo carico ciascuno di tre stelle di [...], con il capo di [...], carico di un gallo di [...] alias Partito, al 1° fasciato d'argento e d'oro di quattro pezzi, la prima fascia d'oro carica di tre galli al naturale, al 2° bandato d'azzurro e d'oro, le bande d'azzurro cariche di sette stelle d'oro, 1, 3, 3, il tutto sotto un capo d'oro, carico di un'aquila di nero, coronata del campo (citato in (22)) |
|        | Polastro (Viterbo) (la blasonatura non è stata ancora caricata) (immagine dello Stemmario reale di Baviera.) |
|        | Polbrazzini (Cesena) (d'argento, a due fasce di rosso) (citato in BLCW) Immagine in Blasone Cesenate. |
|        | Polentani (Ravenna) tagliato d'azzurro e d'argento, alla traversa di rosso attraversante, accompagnata nel capo da un'aquila col volo abbassato, afferrante un ramarro di verde (citato in (2) – pag. 446 e in DAlena) |
|        | Polentani (Ravenna) tagliato d'azzurro, e d'argento, dalla traversa di rosso, accompagnata dall'aquila d'argento, nel canton destro del capo, e da una donnola di rosso, afferrante un ramarro di verde, nel canton sinistro della punta (citato in (7) – pag. 150) |
|        | Polentani partito d'argento e di rosso, all'aquila dell'uno all'altro (citato in (7) - pag. 100) |
|        | Polentani troncato d'azzurro e d'oro, all'aquila dal volo abbassato d'argento nell'azzurro, e di rosso nell'oro (citato in (7) – pag. 161) |
|        | Polentani (Ravenna) partito d'oro e d'azzurro, all'aquila di rosso nell'oro e d'argento nell'azzurro (Immagine nella Raccolta stemmi Trippini (JPG).) alias d'oro all'aquila spiegata di rosso (citato in Provincia di Ravenna: Lo scudo. (archiviato dall'url originale il 4 maggio 2019).) |
|        | Polesini (Parenzo) 3 rose di oro su fascia di rosso su azzurro - zampa di leone posta in palo uscente dalla fascia al naturale sormontata da - 3 stelle (6 raggi) di oro poste in fascia in alto su azzurro - monte roccioso a 3 punte di oro uscente dalla punta cimato da - un gallo al naturale affiancato da - 2 stelle (6 raggi) di oro poste in fascia su azzurro (citato in LEOM) |
|        | Poletti (Asti) D'azzurro, al gallo fermo sulla pianura erbosa, al naturale, fissante il sole d'oro, orizzontale destro (citato in (22)) Motto: Pollentior lumine victus |
|        | Poletti (Cesena) (la blasonatura non è stata ancora caricata) (citato in BLCW) Immagine in Blasone Cesenate. |
|        | Polfranceschi (Verona) spada di oro posta in palo punta in alto su rosso - cane bracco fermo rivolto su terreno ristretto uscente dalla partizione mirante un occhio umano posto nel canton destro del capo tutto al naturale su azzurro - 3 palle di nero poste 2,1 su argento - banda di argento su verde (citato in LEOM) |
|        | Polheimi bandato d'argento e di rosso, di otto pezzi (citato in (7) - pag. 110 e in DAlena) |
|        | Poli (Firenze) Partito: nel 1° di rosso, al monte di tre cime d'oro, sormontato da due spade alte decussate d'argento, guarnite d'oro; nel 2° d'azzurro, al cervo saliente d'argento, col filetto in palo di nero passato sulla partizione (citato in (20)) |
|        | Poli (Siena) D'azzurro, alla banda d'oro accompagnata da due stelle a sei punte dello stesso, 1.1 (citato in (20)) |
|        | Poli (Molfetta) d'azzurro alla fascia di rosso attraversante, nel 1° a 7 stelle d'oro, poste 4 e 3, nel 2° marinato d'argento e d'azzurro Motto: In sudore sanguinis (citato in ) |
|        | Poli o Polo (Veneto, Rutigliano) Titolo: nobile d'argento, a tre pole, o piche, beccate e membrate di rosso (citato in (29)) |
|        | Poli (Modena) spada posta in palo di argento uscente dalla punta su 3 filetti in scaglione dello stesso su azzurro - sole raggiante di oro a sinistra traversante i 2 filetti superiori - 3 stelle (6 raggi) di oro poste 1,2 in alto su azzurro (citato in LEOM) |
|        | Poli (Boveno, San Zeno di Naviglio) d'azzurro al castello merlato alla guelfa, torricellato di un pezzo, il tutto d'argento. Dalla finestra della torretta emerge uno stendardo di rosso volto a destra (citato in Piovanelli) |
|        | Policarpi (Cesena) (troncato d'argento e d'azzurro) (citato in BLCW) Immagine in Blasone Cesenate. |
|        | Policreti (Aviano) braccio destro uscente da sinistra vestito di rosso afferrante con la mano di carnagione una spada di argento posta in palo su azzurro (citato in LEOM) |
|        | Policreti (Verona, Venezia, Aviano) braccio destro uscente da sinistra vestito di rosso afferrante con la mano di carnagione una spada di argento posta in palo su azzurro - scaglione di oro su rosso accompagnato in basso da un giglio di oro su rosso - bordura di oro sull'intero scudo (citato in LEOM) |
|        | Polidori (Viterbo, Roma) fascia di rosso bordata di oro su azzurro - 3 stelle (6 raggi) di oro poste 1,2 in alto su azzurro - sole raggiante di oro nascente dal mare fluttuoso di argento e di azzurro uscente dalla punta su azzurro (citato in LEOM) |
|        | Polidori (Viterbo, Siena, Orvieto) fascia in divisa di oro su azzurro - colomba della pace ferma sulla fascia di argento sormontata da - 2 stelle (6 raggi) di oro poste in fascia su azzurro - mare fluttuoso di argento e di azzurro uscente dalla punta su azzurro (citato in LEOM) |
|        | Politi (Pistoia) D'azzurro, al gatto rampante e riguardante d'oro (citato in (20)) |
|        | Politi o Puliti (Siena) D'azzurro, al monte di sei cime d'oro, cimato da un ramo di palma dello stesso (citato in (20)) |
|        | Politi o De Politis o Polito (Palermo, Messina, Mazara) d'argento, alla fascia d'azzurro, caricata da un sole d'oro (citato in Mango e in (25)) Notizie storiche in Famiglie nobili di Sicilia. |
|        | Politi (Roma, Bologna, Loreto, Recanati, Firenze, Torino) 2 fasce la superiore di rosso la inferiore di verde su argento (citato in LEOM) |
|        | Polito (Catanzaro) D'azzurro al monte all'italiana di 3 cime d'oro uscente dalla punta e sostenente un leone dello stesso accompagnato in capo da 3 stelle a 8 punte d'argento (citato in BLCL) |
|        | Polito (Tropea) D'azzurro al monte all'italiana di tre cime d'oro uscente dalla punta e sostenente un leone dello stesso accompagnato in capo da tre stelle (6 ?) d'argento in fascia (citato in BLCL) Immagine in Tropea Magazine. |
|        | Polizzi (Enna, Randazzo) Titolo: barone del Pizzuto, Treare, marchese di Motta Camastra, Sorrentino d'oro a tre pali di rosso, ritirati verso la punta, sormontati nel capo da una stella dello stesso colore (citato in Mango - Volume II "N-Z", in (23) e in (25)) d'oro, con tre pali di rosso ritirati sotto del capo, sormontati da una stella di rosso (citato in (25)) 3 pali di rosso ritirati verso la punta sormontati nel capo da - stella (6 raggi) dello stesso tutto su oro (citato in LEOM) alias di verde, al castello di tre torri, sormontate da tre stelle di sei raggi male ordinate, il tutto d'oro (citato in Mango - Volume II "N-Z", in (23) e in (25)) castello a 3 torri sormontato da - 3 stelle (6 raggi) poste 1,2 tutto di oro su verde (citato in LEOM) Corona di marchese Notizie storiche in Famiglie nobili di Sicilia. |
|        | Pollastra (Palermo) d'argento, alla gallina del suo colore (citato in Mango) |
|        | Pollastri (Fiesole) D'azzurro, al castello turrito di tre pezzi di rosso, fondato sul terreno al naturale, sul quale è fermo un gallo dello stesso posto davanti al castello; il tutto accompagnato in capo da una stella a otto punte d'oro (citato in (20)) |
|        | Pollera (Lucca) D'azzurro, alla fascia sostenente un'aquila sorante accostata da due stelle a otto punte, e accompagnata in punta da un cavallo galoppante, il tutto d'oro; il cavallo galoppante sul terreno di verde (citato in (20)) |
|        | Pollera (Lucca) fascia di oro su azzurro - aquila di nero posta sulla fascia affiancata da - 2 stelle (8 raggi) di oro su azzurro - cavallo corrente di oro su terrazzo di verde uscente dalla punta su azzurro (citato in LEOM) |
|        | Pollera (Ovada) D'azzurro, a tre torri di rosso, poste una accanto all'altra, fondate su una campagna di verde, finestrate di nero, la mediana più alta ed aperta del campo, accompagnate nel capo da tre soli raggianti posti in fascia (citato in (35)) |
|        | Pollera Orsucci (Lucca) fascia di oro su azzurro - aquila di nero posta sulla fascia affiancata da - 2 stelle (8 raggi) di oro su azzurro - cavallo corrente di oro su terrazzo di verde uscente dalla punta su azzurro - luna rivolta di argento su azzurro - capo d'Impero (sulla seconda partizione) (citato in LEOM) |
|        | Polletti (Firenze) D'azzurro, alla fascia diminuita e abbassata di rosso, sostenente un gallo ardito di nero, imbeccato d'oro, crestato e barbato di rosso; il tutto sormontato da un lambello a quattro pendenti di rosso, abbassato sotto tre stelle a sei punte d'oro ordinate in capo (citato in (20)) |
|        | Polletti (Toscana) (DE) In Blau 1 schreitender rotkehliger und rotbekammter schwarzer Hahn, 1 erniedrigten roten Balken oben besetzend und begleitet oben von 1 vierlätzigen roten Turnierkragen, darüber von 3 achtstrahligen goldenen Sternen balkenweise (citato in (28)) |
|        | Pollicino o Pullicino (Messina) troncato: nel primo d'argento a tre pulcini di rosso, ordinati in fascia, nel secondo di rosso, al ramo di castagno d'oro (citato in Mango) |
|        | Pollidori o Polidori (Milano, Roma, Perugia) leone rampante di oro poggiante su cervo sdraiato testa rivolta al naturale su terrazzo di verde su azzurro (citato in LEOM) |
|        | Pollidori o Polidori (Milano, Roma, Perugia) leone rampante al naturale poggiante su cervo sdraiato testa rivolta al naturale su terrazzo di verde su azzurro (citato in LEOM) |
|        | Pollini (Firenze) D'azzurro, alla fascia d'oro accompagnata da tre ruote dello stesso, 2.1 (citato in (20)) (DE) In Blau 1 goldener Balken, begleitet oben von 2, unten von 1 achtspeichigen goldenen Rad (citato in (28)) |
|        | Pollini (Toscana) (DE) In Blau 1 mit 1 dreisprossigen silbernen Leiter belegter goldener Balken, begleitet oben von 2, unten von 1 schwarzen Ring (citato in (28)) |
|        | Pollini (Padova) castello di argento a 2 torri merlate alla ghibellina uscente dalla troncatura su azzurro - tacchino al naturale di mezzo profilo passante su terrazzo di verde rotante su oro (citato in LEOM) |
|        | Pollonia inquartato: nel 1º e 4º di rosso, all'aquila d'argento, caricata nel cuore di una banda diminuita d'oro, rostrata, membrata, armata e coronata dello stesso (di Polonia); nel 2º e 3º pure di rosso, al cavaliere armato d'argento, tenente nella destra la spada alta in sbarra dello stesso, e nella sinistra lo scudo d'azzurro, caricato di una croce doppia d'argento, il cavallo corrente dello stesso, imbrigliato e gualdrappato d'azzurro (di Lituania); sopra il tutto inquartato, d'azzurro a tre corone d'oro e di argento pieno (di Svezia); sopra il tutto del tutto, fasciato d'oro e di nero, d'otto pezzi, al crancellino di verde attraversante in banda (di Sassonia) (citato in (7) - pag. 102) |
|        | Pollotti o Pollotto o Poloto o Polotti o Polliotti (Torino, Dronero) Titolo: conte di Rigaud, Rigrasso, Zumaglia Partito di rosso e d'argento, a due P gotiche minuscole, con il segno di abbreviazione attraversante in capo, il tutto dell'uno nell'altro (arma antica) (citato in (22)) partito di rosso e d'argento, a due P gotici, sormontati dall'abbreviatura di contrazione, dell'uno nell'altro (citato in (27)) alias Troncato, al 1° di verde al pellicano d'argento, il nido di rosso; al 2° partito di rosso e d'argento; sul tutto troncato d'oro e di rosso, alla pianta di fava al naturale (attraversante) (citato in (22) e in (27)) di verde con un pellicano d'argento in atto di cibare i suoi pulcini col proprio sangue, che col rostro fa uscire dal petto; spaccato e semipartito di rosso e d'argento con sopra il tutto uno scudetto spaccato d'oro e di rosso con una pianta di fave di verde, fruttata di nero, attraversante il tutto (citato in (27)) pianta di fava al naturale su scudetto troncato di oro e di rosso sormontato dal - pellicano di argento con la sua pietà di rosso su - troncato di verde e semipartito di rosso e di argento (citato in LEOM) Cimiero: cinque spighe d'oro, con due ossa di morto, d'argento, decussate ed attraversanti / cinque spighe di grano d'oro sopraffatte da due ossa di braccio d'argento Motto: Mors mea vita tua - Mors mea vita est |
|        | Polto (Bioglio) D'azzurro, bordato d'oro, al cipresso dello stesso, sostenuto da un leone d'argento, accompagnato in capo da due gigli, dello stesso Motto: Necis nescia virtus (citato in (22)) |
|        | Poltri (Arezzo, Firenze) D'azzurro, al monte di sei cime d'oro, sormontato da un corno da caccia d'argento, incatenato d'oro alias D'azzurro, al monte di sei cime d'oro, sormontato da un corno da caccia d'argento, legato di rosso alias D'azzurro, al monte di sei cime d'oro, sormontato da un corno da caccia d'argento, incatenato d'oro; con il capo di Santo Stefano alias D'azzurro, al monte di sei cime d'oro, sormontato da un corno da caccia d'argento, legato di rosso; con il capo di Santo Stefano alias D'azzurro, al monte di sei cime d'oro, sormontato da un corno da caccia d'argento, incatenato d'oro, con il capo di Arezzo (d'argento, al cavallo corrente di nero) alias D'azzurro, al monte di sei cime d'oro, sormontato da un corno da caccia d'argento, legato di rosso, con il capo di Arezzo (d'argento, al cavallo corrente di nero) (citato in (20)) |
|        | Poltri (Bibbiena) monte a 6 cime di oro sormontato in capo da - un corno da caccia di argento legato di oro tutto su azzurro (citato in LEOM) |
|        | Poltroni (Cesena) (la blasonatura non è stata ancora caricata) (citato in BLCW) Immagine in Blasone Cesenate. |
|        | Polvaro (Venezia) fanale di argento acceso di rosso (dicesi anche fer de falot) con - un drago di verde e un leone di oro controrampanti il fanale tutto su azzurro - stella (5 raggi) di oro in punta su azzurro (citato in LEOM) |
|        | Polverini (Cesena) (la blasonatura non è stata ancora caricata) (citato in BLCW) Immagine in Blasone Cesenate. |

### Pom
| Stemma | Casato e blasonatura |
| ------ | --- |
|        | Poma (Sicilia) Titolo: barone di San Saverio D'azzurro all'albero fruttifero di pomo (citato in (23) e in (5); V.Carvini, Capitani, Patrizi, della città di Monte San Giuliano, m.s. presso la Biblioteca Comunale di Erice; Guelfi Camajani, Albo d'oro delle famiglie nobili e notabili europee, vol. XIII - part.II, pag. 605; A. Poma, Memorie Antiche e Moderne delle Famiglie Busetane, pagg.139-145; Dizionario Storico Blasonico delle famiglie nobili e notabili italiane; G. Parodi Domenichi Di Parodi Libro Aureo delle Famiglie Storiche vol. primo, Torino, Istituto Ricerca Valori Storici Nobiliari, MCMLXXXV; V. Palizzolo Gravina, Le Iscrizioni delle Antiche Lapidi Sepolcrali delle Chiese di Monte S. Giuliano - Pisa 1886; Scorza, Enciclopedia Araldica Italiana.) |
|        | Pomar (Sicilia) D'azzurro, con due stelle d'oro, ordinate in palo (citato in (25)) 2 stelle (6 raggi) di oro poste in palo su azzurro (citato in LEOM) Notizie storiche in Famiglie nobili di Sicilia. |
|        | Pomarici (Matera) Titolo: marchese di Castrovalva d'azzurro al melo al naturale fruttato d'oro, sopra un monte di tre cime di verde movente dalla punta e sinistrato sostenuto da un leone d'oro (citato in (23)) albero di melo al naturale fruttato di oro piantato sul più alto di 3 monti al naturale di verde uscenti dalla punta affiancato a destra da - leone rampante di oro tutto su azzurro (citato in LEOM) |
|        | Pomet (Torino) D'azzurro, allo scaglione d'argento, carico di un altro scaglione, di rosso, accompagnato da tre melograni, d'oro Motto: Intus et extra decus (citato in (22)) |
|        | Pomey (Svizzera, Borgogna, Piemonte) Inquartato, al 1° e 4° di nero, alla banda a spina pesce, accostata da due leoni, posti in banda, il tutto d'oro (Diesbach), al 2° e 3° di rosso, alla cicogna d'argento, tenente un serpe dello stesso, nel becco e volante, sul tutto d'azzurro, al melo d'oro, con i rami decussati Motto: Herr Nach Deinen Willen (citato in (22)) |
|        | Pomi d'argento all'albero sradicato, fruttifero di pomi al naturale accostato da due stelle di 8 raggi d'oro (citato in (4) – Vol. II pag. 108) |
|        | Pomi (Firenze) D'azzurro, all'albero sradicato e fruttifero al naturale, accollato da una biscia di nero, e affiancato da due stelle a otto punte d'oro alias D'azzurro, all'albero sradicato e fruttifero al naturale, accollato da una biscia di nero, e affiancato da due stelle a sei punte d'oro (citato in (20)) |
|        | Pomier la Combe (Livorno) D'argento, all'albero di melo al naturale, nodrito sul terreno dello stesso e fruttifero d'oro; e al capo d'azzurro caricato di tre stelle a otto punte d'oro (citato in (20)) albero di melo nodrito su terrazzo uscente dalla punta tutto al naturale su argento - 3 stelle (8 raggi) di oro poste in fascia su azzurro in capo (citato in LEOM) |
|        | Pomodoro o De Pomo Aurato (Tortona) Titolo: signori di Carpeneto D'argento, alla torre a due palchi, d'azzurro, accostata da due archi di trecce, dello stesso, disposti in semicerchio e decussati in punta (citato in (22)) |

### Pon
| Stemma | Casato e blasonatura |
| ------ | --- |
|        | Poncello (Genova, Piemonte) D'azzurro, al liocorno d'argento, corrente sulla campagna di verde, sormontato da una panoplia composta di un compasso, una squadra e una riga, il tutto d'argento Motto: Virtus nobilitatem parit (citato in (22)) |
|        | Ponci (Firenze) Di rosso, a tre conchiglie d'argento, 2.1 (citato in (20)) |
|        | Poncino (Milano, Castagnole delle Lanze) D'azzurro, alla fede tenente un fiore di giacinto, il tutto d'argento Motto: Annuentibus superis (citato in (22)) |
|        | Pondi (Cesena) (la blasonatura non è stata ancora caricata) (citato in BLCW) Immagine in Blasone Cesenate. |
|        | Pongelli (Roma, Todi, Esanatoglia) 3 gigli di oro su banda di rosso posti nel senso della pezza su azzurro - cometa di oro posta in sbarra in alto a destra su azzurro - monte a 3 cime di oro uscente dalla punta su azzurro (citato in LEOM) |
|        | Pongelli Palmucci (Roma, Colli del Tronto) 3 gigli di oro su banda di rosso posti nel senso della pezza su azzurro - cometa di oro posta in sbarra in alto a destra su azzurro - monte a 3 cime di oro uscente dalla punta su azzurro - monte a 3 cime di oro uscente dalla punta sostenente - una colomba della pace al naturale su azzurro (citato in LEOM) |
|        | Ponghetta (Chieri) D'argento, alla banda di rosso, carica di una spada, al naturale, la banda accostata da due altre, di nero (citato in (22)) |
|        | Pongileoni o Pungileoni (Correggio) drago rampante rivolto di oro su azzurro (citato in LEOM) |
|        | Poni (Pisa) D'azzurro, al bue furioso troncato d'oro e d'argento, e al capo di Pisa (citato in (20)) |
|        | Poniatowski (Firenze) D'argento, al toro al naturale fermo sulla campagna di verde (citato in (20)) (DE) In Silber auf 1 natürlichen grünen Boden 1 naturfarbener Ochse (citato in (28)) |
|        | Poniatowski (Parigi, Roma, Polonia) bue fermo di rosso su terrazzo di verde uscente dalla punta su argento (citato in LEOM) |
|        | Poninski o Lodzia Ponanski (Roma, Slesia) scialuppa di oro posta in fascia su rosso (palischermo) (citato in LEOM) |
|        | Pons de Leon o Ponteleone (Sicilia) partito: nel primo d'argento, al leone di rosso; nel secondo d'oro, a quattro pali di rosso, e la bordatura d'azzurro, caricata da otto scudetti d'oro (citato in Mango e in (25)) Notizie storiche in Famiglie nobili di Sicilia. |
|        | Ponsiglione di azzurro, sparso di api d'oro, volanti in banda (citato in (4) – Vol. III pag. 155) |
|        | Pontalto (Verona) leone rampante troncato di nero e di argento su scudetto di rosso su - torre di rosso su fascia di argento su azzurro - giglio di oro in alto sull'azzurro - bandato di oro e di rosso in capo (della prima partizione) - su interzato in fascia di azzurro di rosso e di argento - l'azzurro e il rosso caricati da una stella (8 raggi) di oro - sbarrato di azzurro e di oro in capo (della seconda partizione) - innestato al basso da una punta partita a sinistra di azzurro con un albero di olmo su terrazzo al naturale e a destra di oro caricato di una aquila di nero (citato in LEOM) |
|        | Pontanari (Firenze) Troncato: nel 1° d'azzurro, alla crocetta patente d'argento sormontata da uno scudetto ovale dello stesso, caricato di un leone di nero; nel 2° fasciato ondato d'oro e d'azzurro (citato in (20)) |
|        | Pontani (Siena) D'argento, al ponte di due archi al naturale, fondato sulla riviera dello stesso, in genere sormontato da un crescente montante d'oro alias D'argento, al ponte di tre archi al naturale, fondato sulla riviera dello stesso, in genere sormontato da un crescente montante d'oro (citato in (20)) |
|        | Pontari (Reggio Calabria) (la blasonatura non è stata ancora caricata) (Immagine nella Raccolta stemmi Trippini (JPG).) |
|        | Ponte d'argento al decusse di rosso (citato in (4) – Vol. II pag. 263) |
|        | Ponte o Dal Ponte o Del Ponte (Asti) Titolo: marchesi di Mioglia; conti di Casalgrasso, Castellero, Castelletto Stura, Lovencito, Montanera, Pralungo, Scarnafigi, Tonengo; baroni di Villareggia; signori di Lombriasco; consignori di Cavallerleone, Corveglia, Crova, Luserna, Monale, Moriondo, Ruffia, Villanova D'argento, al decusse, di rosso alias Inquartato, dell'Ordine di Malta e di Ponte Motto: En esperance (citato in (22)) |
|        | Ponte (Pinerolo) Titolo: consignori di Lovensito e Moriondo D'argento, al decusse, di rosso Motto: En esperance (citato in (22)) |
|        | Ponte (Torino) Titolo: conti di Pino Partito, al 1° d'azzurro, al ponte d'argento, di un arco, con due rampe guernite di due guglie, al 2° di rosso, al bue d'oro, con il capo d'azzurro, cucito, carico di tre stelle d'argento, male ordinate (citato in (22)) ponte a schiera di asino di argento ornato alla sommità delle rampe da 2 guglie dello stesso su azzurro - bue passante di oro su rosso - 3 stelle (5 raggi) di argento poste 1,2 su azzurro in capo (sulla seconda partizione) (citato in LEOM) |
|        | Ponte Partito, al 1° d'oro alla saracinesca, di nero, al 2° palato di rosso e d'oro, di quattro pezzi (citato in (22)) |
|        | Ponte (Palermo, Salemi, Mazara) d'azzurro, al ponte di quattro archi d'oro (citato in Mango e in (25)) Notizie storiche in Famiglie nobili di Sicilia. |
|        | Ponte (Zara (Croazia)) mezza aquila bicipite di nero coronata di oro uscente dalla partizione su rosso - albero di pino di verde sradicato su - fascia di oro su azzurro (citato in LEOM) Partito: nel 1° di rosso, alla mezz'aquila bicipite di nero, coronata d'oro, uscente dalla partizione; nel 2° d'azzurro, alla fascia d'oro, all'albero di pino sradicato di verde attraversante |
|        | Ponte Falcombello (Pinerolo, Francia) Titolo: conti di Albaretto e Lottulo D'argento, al decusse, di rosso (citato in (22)) |
|        | Ponte Reno (Toscana) partito al 1° interzato in fascia in alto - 3 anelli (cerchi) intrecciati in banda di oro tra 2 cotisse dello stesso alternati alle lettere SPQS anche di oro tutto su rosso - al centro 3 rose poste in fascia di rosso su oro - in basso scaglione di argento accompagnato in punta da una ruota di 6 raggi dello stesso su azzurro - partito al 2° e troncato in alto leone rampante di rosso su argento - in basso castello a 3 torri ciascuna cimata da una palla al naturale su argento (citato in LEOM) |
|        | Ponte Spatis (Torino) Titolo: conti di Casalgrasso; baroni di Villareggia; signori di Lombriasco D'argento, al decusse, di rosso (citato in (22)) |
|        | Ponte Visca (Pinerolo, Torino) Titolo: conti di Casalgrasso, Castellero; signori di Monale e Bastia, Lombriasco, Moriondo D'argento, al decusse, di rosso (citato in (22)) |
|        | Pontecarali da Brescia (Toscana) (DE) In Blau 1 goldener Adler, begleitet oben von 3 balkenweise, unten von 3 2:1 gestellten silbernen Rosen (citato in (28)) |
|        | Pontecarali da Brescia (Toscana) (DE) Innerhalb 1 gedornten Schildbords 1 Lilie, oben beidseitig begleitet von je 1 Kreuz (citato in (28)) |
|        | Pontecorona (Palermo) d'azzurro, alla cometa d'oro, posta dentro una corona all'antica dello stesso (citato in Mango) d'azzurro, con una cometa d'oro, infilzata in una corona all'antica dello stesso (citato in (25)) Notizie storiche in Famiglie nobili di Sicilia. |
|        | Pontedera (Pisa) D'argento, alla saracinesca di rosso, tenuta per la traversa superiore da una branca di leone d'oro posta in capo (citato in (20)) alias D'argento, alla saracinesca di rosso, tenuta per la traversa superiore da una mano d'oro posta in capo (citato in (20)) |
|        | Pontedera (Verona) zampa di leone uscente dal capo dello scudo afferrante una scala a 3 pioli tutto di oro su rosso (citato in LEOM) |
|        | Ponteglio o Pontiglio (Casale) Titolo: consignori di Conzano D'azzurro, al cuore di rosso, trafitto da tre spade d'oro, sostenuto da due mani di carnagione, manicate di rosso, accompagnato in punta da tre stelle d'oro, 2, 1 (citato in (22)) |
|        | Pontelli (Cortona) d'argento alla fascia d'azzurro caricata di 3 stelle di 8 raggi d'oro e accompagnata da 3 spighe di saggina al naturale, due in capo decussate e una in punta posta in palo (citato in (4) – Vol. II pag. 108) D'argento, alla fascia d'azzurro caricata di tre stelle a otto punte d'oro e accompagnata da tre steli di saggina di verde, spigati di rosso, e posti due in capo decussati e uno in punta in palo (citato in (20)) |
|        | Pontenani (Arezzo, Firenze) D'azzurro, alla torre sostenuta da un ponte di tre archi fondato sulla riviera, il tutto al naturale; e al capo di..., caricato di sei dadi (o plinti) di..., 3.2.1 alias D'azzurro, alla torre sostenuta da un ponte a tre archi fondato sulla riviera, il tutto al naturale, e a sei dadi d'argento, marcati di nero, posti in capo, 3.2.1 (citato in (20)) |
|        | Pontenani (Firenze) ponte arcuato (3luci) al naturale cimato da guardiola coperta di rosso su azzurro su fiume al naturale - 6 tavolette di argento su azzurro in alto poste in piramide rovesciata (citato in LEOM) |
|        | Pontenani (Firenze) 6 dadi di oro posti in piramide rovesciata (3,2,1) marcati dal numero 1 al numero 6 su azzurro - ponte a 3 luci sostenente una casetta su fiume tutto al naturale su rosso (citato in LEOM) |
|        | Ponti (Torino) 2 leoni controrampanti di argento su ponte dello stesso su rosso - aquila coronata di nero ali abbassate su oro in capo (citato in LEOM) |
|        | Ponti (Milano) segmento di ponte a schiera d'asino scalinato lateralmente di argento su cui salgono - 2 leoni controrampanti di oro su rosso - aquila di azzurro coronata di oro su oro in capo (citato in LEOM) |
|        | Ponti (Rovigo) segmento di ponte a schiera d'asino scalinato lateralmente di argento su cui salgono - 2 leoni controrampanti di oro su rosso - stella (5 raggi) di argento in alto su rosso - aquila coronata di azzurro su oro in capo (citato in LEOM) |
|        | Pontia o Ponte (Ovada) Troncato: nel 1° d'azzurro, all'aquila rivoltata col volo abbassato di nero, coronata d'oro; nel 2° di rosso, al ponte d'oro disposto in sbarra, attraversato da un albero al naturale, terrazzato di verde (citato in (35)) |
|        | Ponticelli (Firenze, Lucca) D'azzurro, al ponte di tre archi al naturale, fondato sulla riviera dello stesso, e sormontato da un giglio d'oro, affiancato da due losanghe d'argento (citato in (20)) ponte a 3 luci e 2 piloni su fiume al naturale su azzurro - giglio di oro affiancato da 2 losanghe di argento in alto su azzurro (citato in LEOM) alias D'azzurro, al ponte di tre archi al naturale fondato sulla campagna di verde e sostenente un leone di nero tenente con le branche anteriori una foglia di verde; il tutto accompagnato da due stelle a cinque punte d'oro poste nei cantoni del capo (citato in (20)) ponte a 3 luci e 4 piloni di oro su terrazzo di verde uscente dalla punta sostenente - un leone rampante di nero tenente con le zampe anteriori una foglia di verde tutto su azzurro - 2 stelle (5 raggi) di oro poste in fascia in alto su azzurro (citato in LEOM) |
|        | Pontini (Firenze) Inquartato: nel 1° di cielo, alla muraglia scorciata di rosso, aperta del campo e cimata da una vedetta pure di rosso, e al capo dell'Impero; nel 2° gheronato di otto pezzi di rosso e d'oro, alla bordura d'argento accantonata di rosso e caricata del motto AVE MARIA GRATIA PLENA di nero, il tutto abbassato sotto il capo di rosso caricato della croce d'argento; nel 3° d'azzurro, alla banda di rosso, bordata d'oro, accompagnata da sei gigli d'argento ordinati tre in capo, 1.2, e tre in punta, 1.2; nel 4° controinquartato d'argento e di rosso, a quattro rose dell'uno nell'altro (citato in (20)) |
|        | Pontironi (Cesena) (la blasonatura non è stata ancora caricata) (citato in BLCW) Immagine in Blasone Cesenate. |
|        | Pontoglio (Brescia, Castel Mella, Torbiato, Verona) ponte a 3 luci e 4 piloni di argento su fiume al naturale sostenente - un leone rampante di argento tutto su azzurro (citato in LEOM) |
|        | Pontorieri (Tropea) (LA) (la blasonatura non è stata ancora caricata) (citato in BLCL) Notizie storiche in Tropea Magazine. |
|        | Pontzen (San Miniato) Troncato: nel 1° di rosso, alla gemella in banda racchiudente tre gruppi di tre anelletti intrecciati, alternati alle lettere S.P.Q.S, il tutto d'oro; nel 2° d'azzurro, allo scaglione d'argento accompagnato in punta da una ruota dello stesso; e alla fascia d'oro passata sulla troncatura e caricata di tre rose di rosso (citato in (20)) |
|        | Pontzen o De Ponce (Francia scaglione di argento accompagnato in punta da una ruota dello stesso su azzurro - sigla in lettere maiuscole di oro "S P Q S" inframezzata da 3 gruppi di 3 anelli intrecciati dello stesso su banda di rosso bordata di oro su rosso in capo - 3 rose di rosso su fascia di oro reggente il capo su azzurro (citato in LEOM) |
|        | Ponza (Acceglio, Dronero, Torino) Titolo: nobile; conte di S. Martino Di rosso, al ponte d'argento, gradinato di tre pezzi, sostenuti da due leoncini, d'oro, affrontati e tenenti fra ambedue una palla d'argento, con il capo d'oro, carico di un'aquila coronata, di nero (citato in (22) e in (27)) 2 leoncini controrampanti di oro reggenti con le zampe anteriori una palla di argento sormontati da - un ponte a schiera di asino gradinato di 3 pezzi ai lati di argento su rosso - aquila coronata di nero su oro in capo (citato in LEOM) alias Partito di Ponza e di Ceaglio (citato in (22)) partito: nel 1º di Ponza: di rosso, al ponte d'argento gradinato di tre pezzi sostenuto da due leoncini d'oro affrontati e tenenti tra ambedue una palla d'argento; col capo d'oro carico di un'aquila di nero; nel 2º di Ceaglio: troncato d'azzurro e d'argento a cinque dardi d'oro, impugnati, rovesciati e legati, armati d'azzurro (citato in (27)) 2 leoncini controrampanti di oro reggenti con le zampe anteriori una palla di argento sormontati da - un ponte a schiera di asino gradinato di 3 pezzi ai lati di argento su rosso - aquila coronata di nero su oro in capo (sulla prima partizione) - azzurro pieno - 5 frecce di oro legate di azzurro punte al basso su argento (citato in LEOM) Motto: Concordia et virtute |
|        | Ponzani (Novara, Torino) mezza aquila bicipite coronata di nero uscente dalla partizione afferrante con l'artiglio destro uno screttro di oro su argento - fasciato di argento e di rosso (citato in LEOM) |
|        | Ponzano Partito, al 1° d'oro, alla mezz'aquila, di nero, lampassata di rosso, coronata d'oro, uscente dalla partizione, al 2° fasciato d'oro e di rosso (citato in (22)) |
|        | Ponzano o Ponzani (Tortona, Novara, Torino, Milano) Titolo: nobili; conti Partito, al 1° d'oro alla mezz'aquila, di nero, lampassata di rosso, coronata d'oro, uscente dalla partizione, al 2° fasciato d'oro e di rosso alias Partito, al 1° d'argento, alla mezz'aquila bicipite coronata, di nero, uscente dalla partizione, afferrante uno scettro d'oro, al 2° fasciato d'argento e di rosso alias Partito, al 1° d'oro alla mezz'aquila bicipite, di nero, lampassata di rosso, uscente dalla partizione, al 2° fasciato d'argento e di rosso alias Partito, al 1° d'oro alla mezz'aquila bicipite, di nero, uscente dalla partizione, al 2° fasciato d'oro e di rosso (citato in (22)) |
|        | Ponzarini (Ravenna) troncato: nel 1º palato d'argento e di rosso di 10 pezzi; nel 2º d'oro pieno (citato in (2) – pag. 577, in (7) - pag. 168 (verghettato d'argento, e di rosso, troncato d'oro) e in DAlena) |
|        | Ponzetti (Cesena) (la blasonatura non è stata ancora caricata) (citato in BLCW) Immagine in Blasone Cesenate. |
|        | Ponzi (Siena) D'azzurro, alla fascia increspata d'oro (citato in (20)) |
|        | Ponziglione o Ponsiglione (Moncalieri, Cherasco) Titolo: consignori di Montaldo Roero Troncato, al 1° d'oro, all'aquila di nero, al 2° d'azzurro, a nove api d'oro, volanti in banda, 3, 3, 3 (citato in (22) e in (27)) Cimiero: cane d'argento / nascente cane d'argento |
|        | Ponzini o Pongini (Compiano) Troncato: inchiavato d'oro e di rosso (citato in DAlena) |
|        | Ponzio Vaglia (Torino, Roma) Titolo: conti Partito, al 1° d'azzurro, alla torre al naturale, sormontata da due stelle d'oro, con il capo d'oro, carico di un'aquila di nero, al 2° d'azzurro, al ponte di mattoni al naturale, sostenente un leone che tiene con le branche anteriori un ramo di palma, il tutto d'oro, con il capo d'argento, a tre bande di rosso (citato in (22)) torre rotonda al naturale sormontata da - 2 stelle (5 raggi) di argento poste in fascia tutto su azzurro - aquila di nero su oro in capo (sulla prima partizione) - leone rampante di oro tenente tra le anteriori una foglia di palma dello stesso su ponte al naturale tutto su azzurro - 3 bande di rosso su argento in capo (sulla seconda partizione) (citato in LEOM) |
|        | Ponzone Titolo: marchesi di Bosco Marengo, Ponzone; conti di Montanera; signori di Azeglio, Castel Ponzone, Dego, Denice, Gorrino, Lodisio, Montabone, Rocchetta Palafea, Roppolo, Spigno, Toleto e Pian Castagna, Torre Uzzone; consignori di Borgomale, Cartosio, Cassinelle, Cavatore, Mallere, Melazzo, Montechiaro, Montemagno, Morbello, Nomaglio, Orsara, Ovada, Quincinetto, Rossiglione, Settimo Vittone, Silvano d'Orba, Tavagnasco, Ussecio, Verzuolo, Visone D'oro, a tre martelli di rosso, all'antica alias D'azzurro, a tre martelli d'oro, all'antica, con il capo del secondo, carico di un'aquila coronata, di nero Motto: Pour droit tenir (citato in (22)) |
|        | Ponzone (Cremona) Titolo: signori di Saletta Inquartato d'azzurro e di rosso alias Inquartato di rosso e d'oro (citato in (22)) |
|        | Ponzone (Cremona) Titolo: conti, signori di Ponzone, di Castelletto, di Cornaleto, di Corubarto, di Casaleggio Inferiore, di Ca' de' Soresini, di San Faustino, di San Lorenzo, di Aroldo, di San Martino del Lago, di Villa de' Talamazzi, di Scandolara-riva-Po e di Ravara inquartato di rosso e d'oro (citato in BLCR) Immagine in Blasonario Cremonese (archiviato dall'url originale il 7 aprile 2014). |
|        | Ponzone (Savona, Asti, Acqui, Genova) Titolo: conti Di rosso, a tre martelline d'argento, acute, rivolte a sinistra, 2, 1, con il capo d'azzurro, cucito, carico di un'aquila d'oro (citato in (22)) |
|        | Ponzone (Genova, Dresda (Germania)) 3 martelline (martello particolare dello scultore) poste in palo 2,1 di argento su rosso - aquila di oro su azzurro in capo (citato in LEOM) |
|        | Ponzone (Genova, Dresda (Germania)) 3 martelline (martello particolare dello scultore) poste in palo 2,1 di argento su rosso - aquila di argento in alto su rosso (citato in LEOM) |

### Pop
| Stemma | Casato e blasonatura |
| ------ | --- |
|        | Popoleschi (Firenze) D'argento, alla croce di rosso (citato in (20)) (DE) In Silber 1 rotes Kreuz (citato in (28)) alias D'argento, alla croce di rosso, con la bordura dentata, inquartata d'oro e di verde (citato in (20)) alias D'argento, alla croce di rosso, con la bordura spinata, inquartata d'oro e di verde (citato in (20)) |
|        | Popoleschi o Tornaquinci (Toscana) (DE) Innerhalb 1 gold-grün gevierten Lappenschildbords in Silber 1 rotes Kreuz (citato in (28)) |
|        | Popolini (Firenze) D'azzurro, a due cerchi concentrici d'oro (citato in (20)) |
|        | Popolo o Populo (Andorno) D'argento, al pioppo al naturale, sormontato da un sole d'oro alias D'argento, al pioppo al naturale Motto: Populi concordia (citato in (22)) |
|        | Popolo (Napoli) lettera P maiuscola di nero su troncato di oro e di rosso (citato in LEOM) |

### Por
| Stemma | Casato e blasonatura |
| ------ | --- |
|        | Porcara (Pavia, Milano) 3 pali di argento su - 2 fasce di rosso su azzurro - cinghiale al naturale passante su rosso (citato in LEOM) |
|        | Porcari o Porcheri (Savigliano) Troncato d'argento e d'oro, alla fascia di verde, caricata di una fascia di nero, il 1° punto al porco, di nero, il 2° a sei bande di rosso, doppio merlate alias Di verde, al porco al naturale (citato in (22)) |
|        | Porcari (Messina, Polizzi) Titolo: barone della Statera troncato: nel primo d'argento, al porco di nero cinghiato del campo; nel secondo fusato d'oro e di rosso in palo (citato in Mango) diviso; nel primo d'argento, con un porco di nero, cinto d'una fascia d'argento; nel secondo fusellato d'oro e di rosso (citato in (25)) Corona di barone Notizie storiche in Famiglie nobili di Sicilia. |
|        | Porcellaga o Portij (Brescia) pianta di portulaca sradicata di verde su oro (a foglie carnose e a 3 o più lobi molto irregolare e complicata) (citato in LEOM) |
|        | Porcelletti (Toscana) (DE) In Rot 1 schwarzer Eberkopf mit silbernem Hauer, oben begleitet von 1 vierlätzigen blauen Turnierkragen mit je 1 goldenen Lilie zwischen den Lätzen (citato in (28)) |
|        | Porcelli (Molfetta) d'oro alla fascia di rosso, caricata di tre ricci al naturale (citato in DAlena e in ) |
|        | Porcelli o Porcel o Porcellis (Trino, Ivrea, Aosta) Di rosso, al porcellino d'argento, saliente alias Di rosso, al porcellino d'argento (citato in (22)) |
|        | Porcelli (Tolentino) albero di quercia sradicato al naturale sostenuto a destra da - un maiale rampante dello stesso su azzurro - capo di Francia - trangla di rosso (citato in LEOM) |
|        | Porcellini (Firenze) D'oro, al porco rampante di nero alias D'oro, al porco passante di nero (citato in (20)) |
|        | Porcellini (Firenze) Di..., alla fascia diminuita di..., accompagnata da tre porci passanti di..., 2.1 alias Di..., alla fascia diminuita di..., accompagnata da tre porci passanti di..., 2.1, il tutto accompagnato in capo da una crocetta di... (citato in (20)) |
|        | Porcellini (Pisa) D'oro, a tre porci passanti di nero, 2.1 (citato in (20)) |
|        | Porcellini (Toscana) (DE) In Rot 1 ovaler goldener Schild, belegt mit 1 schwarzen Drachen und ringsum besetzt mit 6 schreitenden silbergezäumten schwarzen Schweinen (citato in (28)) |
|        | Porcellini Peri (Pistoia) Palato di sei pezzi d'azzurro e d'argento, al capo d'oro caricato di due porci passanti di nero, l'uno dietro l'altro (citato in (20)) |
|        | Porchini (Chieri) D'oro, al cinghiale museruolato, di nero, con il capo d'azzurro carico di tre stelle (6) d'oro, ordinate in fascia (citato in (22)) |
|        | Porcile (Cagliari, Carloforte) Troncato: nel 1° d'oro all'aquila spiegata e coronata di nero, sostenuta da una fascia in divisa ed abbassata di rosso; nel 2° d'azzurro al mastio di una fortezza al naturale, torricellato, aperto e finestrato dinero, piantato sopra una pianura erbosa e sinistrato da un cinghiale di nero con banderuola in bocca in atto di slanciarsi all'assalto della fortezza (citato in DAlena) aquila coronata di nero sostenuta da una fascia in divisa abbassata di rosso su oro - castello rotondo a 2 torri alla guelfa al naturale aperto e finestrato di nero su terrazzo di verde uscente dalla punta su azzurro - cinghiale corrente di nero con in bocca una banderuola di argento nell'atto di assalire la fortezza su azzurro (citato in LEOM) |
|        | Porcile (Ovada) D'azzurro, alla torre quadrata merlata di tre pezzi alla ghibellina, aperta e finestrata di nero, cimata da un ramo di palma posto in banda e un ramo d'alloro posto in sbarra, ambedue al naturale, ricadenti all'esterno; la torre posta tra due muri rovinati muniti di garitta, il tutto al naturale e fondato sulla campagna di verde, con la strada di nero movente dalla punta dello scudo e ondeggiante in palo verso la porta della torre (citato in (35)) |
|        | Porcinari (Napoli) Titolo: duca di Gagliati, marchese, patrizio di Aquila Spaccato: nel 1° d'azzurro al porco al naturale mirante un sole d'oro orizzontale a destra; nel 2° di verde pieno (citato in DAlena e in (23)) alias Spaccato: nel 1° d'azzurro, al porco di nero mirante il sole d'oro; nel 2° di verde pieno (citato in DAlena e in (23)) maiale di nero fermo mirante - sole di oro in alto a sinistra su azzurro - verde pieno (citato in LEOM) |
|        | Porco o Porzio (Messina, Palermo) di rosso, alla banda d'oro, accompagnata da due gigli dello stesso (citato in Mango e in (25)) alias d'oro, alla rovere di verde, fruttifera del campo nodrita sopra un terreno del secondo, sostenente cinque porci pascolanti di nero, tre a sinistra e due a destra (citato in Mango) Notizie storiche in Famiglie nobili di Sicilia. |
|        | Porcu (Bologna) Troncato: nel 1° d'oro ad un porco di nero, tenente sotto i piedi un cane dello stesso, quello in atto di volerlo mordere, questo di difendersi, con due cipressi verdi, l'uno a destra, l'altro a sinistra, il tutto posto sopra il terreno verdeggiante ed una stella di 8 raggi d'argento in capo dello scudo; nel 2° d'argento ad un ponte d'oro di 3 archi sopra una riviera fluttuosa d'azzurro e d'argento (citato in DAlena) |
|        | Porcu (Santulussurgiu) maiale di nero tenente sotto i piedi un cane dello stesso testa rivolta nell'atto di mordere su terrazzo di verde su oro affiancato da - 2 alberi cipressi di verde sormontato da - stella (8 raggi) di argento tutto su oro - ponte di oro a 3 luci convesso su riviera fluttuosa di azzurro e di argento su argento (citato in LEOM) |
|        | Porelli (Albaretto) Di rosso, a tre porri d'oro, impugnati e legati di azzurro (citato in (22)) |
|        | Porporato (Volvera, Pinerolo) Titolo: marchesi di Brossasco, Piasco, Sampeyre, Venasca; conti di Alma, Martiniana; signori di S. Secondo; consignori di Airasca, Altezzano, Bibiana, Garzigliana, Levaldigi, Luserna, Villarbasse, Volvera D'argento, a tre conchiglie, di porpora alias Inquartato, al 1º e 4º d'argento, all'aquila di nero, membrata, rostrata e coronata di rosso, al 2º e 3º d'argento, a tre conchiglie, di porpora alias Inquartato, al 1º e 4º d'argento, a tre conchiglie, di porpora, al 2º e 3º d'argento, all'aquila di nero, membrata, rostrata e coronata di rosso alias Inquartato, al 1º e 4º d'argento, a tre conchiglie, di porpora, al 2º e 3º d'argento, all'aquila di nero, membrata, rostrata e coronata di rosso, sul tutto di Solaro alias Inquartato, al 1º e 4º d'argento, all'aquila bicipite di nero, coronata d'oro, al 2º e 3º d'argento, a tre conchiglie, di porpora, sul tutto di Solaro Motto: Byssus et purpura (citato in (22)) |
|        | Porrata (Corsica) 6 stelle (6 raggi) di oro su scaglione di azzurro su rosso - porro al naturale posto in palo in basso su rosso - aquila nascente di nero coronata di oro su oro in capo (citato in LEOM) |
|        | Porri (Bologna) aglio al naturale fogliato di verde posto in banda su azzurro (citato in LEOM) |
|        | Porri (Cremona) bandato di rosso e d'oro di sei pezzi, con tre piante di porro al naturale, poste in palo ed attraversanti sul tutto; con il capo dell'Impero (citato in BLCR) Immagine in Blasonario Cremonese (archiviato dall'url originale il 7 aprile 2014). |
|        | Porris (la blasonatura non è stata ancora caricata) (citato in DAlena) |
|        | Porro (Alba) d'oro, a 3 porri sradicati al naturale e accostati in palo; al capo d'azzurro caricato di 3 stelle d'oro male ordinate (citato in (2) – pag. 432 e in DAlena) |
|        | Porro (Piemonte) Porro (citato in DAlena) |
|        | Porro (Genova) Porro (citato in DAlena) |
|        | Porro e Porro Schiaffinati (Lentate, Milano) Titolo: conti di Pollenzo e Santa Vittoria; signori di Cervere, Vespolate D'oro, all'aquila di nero, linguata di rosso, membrata del campo, carica di uno scudetto bandato d'argento e di rosso, a tre porri al naturale, 2, 1 alias Bandato d'oro e di rosso, a tre porri al naturale, male ordinati, con il capo d'oro, carico di un'aquila di nero, coronata del campo alias Bandato d'oro e di rosso, a tre porri al naturale, ordinati in fascia, attraversanti, con il capo d'oro, carico di un'aquila di nero, coronata del campo alias Bandato di rosso e d'oro, a tre porri al naturale, 2, 1, con il capo d'oro, carico di un'aquila di nero, coronata del campo Motto: Fidus et audax (citato in DAlena) |
|        | Porro (Como) Titolo: conti di Santa Maria della Bicocca Bandato d'oro e di rosso, a tre porri al naturale, male ordinati, con il capo d'oro, carico di un'aquila di nero, coronata del campo (citato in (22)) |
|        | Porro (Rovello Porro, Milano) 3 porri in palo posti 2,1 di argento fogliati di verde su bandato di oro e di rosso - capo d'Impero (citato in LEOM) |
|        | Porro (Sicilia) troncato: d'oro e d'argento con l'aquila di nero, nascente dalla partizione (citato in Mango) Diviso; d'oro, e d'argento, con l'aquila di nero nascente dal diviso (citato in (25)) Notizie storiche in Famiglie nobili di Sicilia. |
|        | Porro o Porro Schiaffinati (Milano, Monza) 3 porri in palo posti in fascia di argento fogliati di verde su bandato di oro e di rosso - aquila di nero coronata alla reale di oro su oro in capo (citato in LEOM) (la blasonatura non è stata ancora caricata) (Immagine nella Raccolta stemmi Topoguz.) |
|        | Porro Lambertenghi (Milano) 3 porri in palo al naturale su bandato di oro e di rosso - capo d'Impero - fasciato di rosso e innestato di argento e di azzurro - aquila di nero su oro in capo (citato in LEOM) |
|        | Porro Lambertenghi (Milano) 3 losanghe di argento su rosso accollate in fascia - 3 porri in palo al naturale su 3 sbarre di nero su argento - 3 fasce doppioinnestate di nero su argento - albero al naturale uscente dalla punta affiancato da 2 grifi di argento controrampanti su monte dello stesso su azzurro (citato in LEOM) |
|        | Porrus Bandato d'oro e di rosso, a tre porri di verde, ordinati in fascia, con il capo d'oro, carico di un'aquila di nero Motto: Alta peto (citato in (22)) |
|        | Porta (Asolo) D'argento alla porta di rosso, finita in arcale del medesimo da cui si dipartono due bandiere sempre rosse ad una crice d'oro, aperta del campo (citato in DAlena) |
|        | Porta o Della Porta o Portis (Vercelli) D'argento, alla porta scalinata di rosso, aperta del campo (citato in (22)) |
|        | Porta (Alba) Titolo: consignori di Bergolo, Torre Bormida D'azzurro, alla porta di città, d'argento, merlata, fondata sulla campagna scaccata d'argento e d'azzurro, sostenuta da due leoncini, d'oro, affrontati Motto: Tutus ingressus (citato in (22)) |
|        | Porta (Torino) D'argento, alla porta di rosso, aperta e scalinata Motto: Diffide et non deciperis (citato in (22)) |
|        | Porta (Torino) D'argento, alla porta di rosso, aperta e scalinata Motto: Diffide et non desiperis (citato in (22)) |
|        | Porta (Cuneo) D'argento, alla porta di rosso Motto: Humilitas alta petit (citato in (22)) |
|        | Porta (Como, Inveruno) aquila bicipite di nero sormontata da corona reale di oro su oro - 2 porte una di rosso su argento l'altra di argento su rosso aperte e gradinate (citato in LEOM) |
|        | Porta o Porta Spinola (Portovaltravaglia, Milano) aquila coronata di nero su oro - porta sormontata da un architrave a forma di triangolo di argento aperta su azzurro (citato in LEOM) |
|        | Porta Faleltti (Casale) Titolo: consignori di Castelgrana D'azzurro, alla banda scaccata d'oro e di rosso, accompagnata da due porte, d'argento (citato in (22)) |
|        | Porta Puglia (Piacenza) torre di oro merlata di 3 pezzi alla guelfa su azzurro aperta e finestrata del campo (citato in LEOM) |
|        | Porta Romana (la blasonatura non è stata ancora caricata) (citato in DAlena) |
|        | Portada (Zara (Croazia)) aquila di nero su azzurro - porta di oro chiusa sormontata da - 3 rose dello stesso su rosso (citato in LEOM) |
|        | Portal (Provenza, Palermo) D'argento al leone rampante d'azzurro; il capo di rosso caricato di sei stelle d'oro disposte 3 e 3 (citato in DAlena) |
|        | Portalupi (Verona, Firenze) fascia di oro su - lupo rampante al naturale su troncato di azzurro e di nero (citato in LEOM) |
|        | Portaneri o Portonero (Nizza) Titolo: consignori di Santa Margherita D'oro, al leone coronato, di nero, linguato di rosso alias D'azzurro, alla banda accompagnata da due rose, il tutto d'argento (citato in (22)) |
|        | Portanova (Guardia dei Lombardi) (la blasonatura non è stata ancora caricata) (citato in Araldica di Guardia dei Lombardi.) |
|        | Portapuglia (Piacenza) porta merlata alla guelfa di rosso su argento aperta del campo (citato in LEOM) |
|        | Portapuglia (Piacenza) torre merlata (3 pezzi) alla ghibellina uscente dalla punta di oro su azzurro aperta e finestrata del campo (citato in LEOM) |
|        | Portaro (Sicilia) d'azzurro, al porto marittimo al naturale, nella cui estremità è una torre d'argento, sormontata da tre uccelli marini dello stesso (citato in Mango e in (25)) Notizie storiche in Famiglie nobili di Sicilia. |
|        | Porticella (Molfetta) spaccato, nel 1° d'oro all'aquila spiegata di nero e coronata del campo, nel 2° palato di nero e d'argento (citato in ) |
|        | Portico di Romagna (la blasonatura non è stata ancora caricata) (citato in DAlena) |
|        | Portigiani (Fiesole, Firenze) Di..., al castello turrito di due pezzi di..., sormontato da un crescente rovesciato di... (citato in (20)) |
|        | Portigiani (San Miniato, Colle, Firenze) Inquartato: nel 1° d'argento, alla torre d'azzurro; nel 2° e 3° scaccato d'argento e di rosso; nel 4° d'argento pieno; il tutto abbassato sotto il capo d'Angiò alias Inquartato: nel 1° d'oro, alla torre al naturale; nel 2° e 3° scaccato di rosso e d'oro; nel 4° d'oro pieno; il tutto abbassato sotto il capo d'Angiò alias Inquartato: nel 1° e 4° scaccato di rosso e d'azzurro; nel 2° e 3° d'oro, alla porta chiusa di nero (citato in (20)) |
|        | Portigiani torre merlata alla ghibellina al naturale uscente dalla partizione su oro - scaccato di rosso e di oro (6file) - oro pieno - capo d'Angiò (citato in LEOM) |
|        | Portinari (Firenze) d'oro, alla porta di nero chiusa del campo e posta su due scalini di nero, sostenuta da due leoni dello stesso. (citato in (8)) (DE) In Gold 1 schwarzes Stadttor, beidseitig bestiegen von 2 einwärtsgekehrten rotgezungten schwarzen Löwen (citato in (28)) |
|        | Portinari (Firenze) D'oro, alla porta di nero chiusa del campo, posta su due scalini di nero e sostenuta da due leoni dello stesso alias D'oro, alla porta di nero chiusa del campo, posta su due scalini di nero e sostenuta da due leoni dello stesso, con il capo di Santo Stefano (citato in (20)) |
|        | Portinari da Portico (Firenze) D'oro, alla porta di nero chiusa del campo, fondata su due scalini di nero e sostenuta da due leoni dello stesso (citato in (20)) |
|        | Portis (Milano, Chivasso, Montalenghe) D'azzurro, a tre porte di castello, d'oro, aperte alias D'azzurro, a tre castelli, d'oro, 2, 1 (citato in (22)) |
|        | Porto (Vicenza) troncato d'oro e di azzurro alla fascia nebulosa d'argento attraversante accompagnata in capo da un'aquila bicipite di nero imbeccata e membrata di rosso coronata d'oro (citato in (2) – pag. 251 e in DAlena) |
|        | Porto o Porto Barbaran (Vicenza) fascia ondata di argento su troncato di oro e di azzurro - aquila di nero sull'oro (citato in LEOM) |
|        | Porto o Del Porto (Sicilia) Titolo: barone di Summatino; conte di Summatino partito; nel 1° d'azzurro, con due fasce ondate d'argento, accompagnate nella punta da due bande d'oro, abbassate sotto d'una riga dello stesso; col capo di oro caricato da un'aquila bicipite di nero spiegata e coronata all'imperiale; nel 2° fasciato d'oro, e di nero di otto pezzi, con parte di corona di verde posta in banda (per Sassonia) (citato in (25)) Corona di conte Notizie storiche in Famiglie nobili di Sicilia. |
|        | Portocarresi e Portocarreri quindici punti di scacchiere d'oro e d'azzurro (citato in (2) – pag. 439 e in (7) - pag. 150) |
|        | Portofino (Genova) S stilizzata traversata da una segmento di banda (rampone) tutto di oro su rosso (citato in LEOM) |
|        | Portolani (Firenze) D'azzurro, alla porta incorniciata di pietra e con i battenti semiaperti di legno, il tutto al naturale (citato in (20)) |
|        | Portoleva (Sicilia) d'azzurro, al leone d'oro, tenente colle zampe uno stendardo di verde caricato da una croce d'oro, ondeggiante a sinistra (citato in Mango) |
|        | Portonai (Siena) Scaglionato di otto pezzi di nero e d'argento (citato in (20)) |
|        | Portoneri (Carignano) Titolo: consignori di Cavoretto D'argento, al torrione, di rosso, merlato di tre pezzi, aperto del campo alias D'oro, al torrione, di rosso, merlato di tre pezzi, aperto del campo Motto: De bien voler (citato in (22)) |
|        | Portovarresi (Spagna) Quindici punti di scacchiere d'oro e d'azzurro (citato in DAlena) |
|        | Portoveneri (Pisa) Troncato di nero e di rosso, al leone dell'uno all'altro, accompagnato nel cantone destro del primo da un monte di tre cime di verde (citato in (20)) |
|        | Portugal (Tropea) (LA) (la blasonatura non è stata ancora caricata) (citato in BLCL) Notizie storiche in Tropea Magazine. |
|        | Porzi (Colle) Di..., al porco rampante di nero, cinghiato d'argento, accompagnato in capo da una stella a otto punte di... (citato in (20)) |
|        | Porzi (Forlì) 3 stelle (6 raggi) di oro su fascia di azzurro su troncato di oro e di argento - aquila di nero su oro - maiale di nero passante su terrazzo di verde su argento fasciato di argento (citato in LEOM) |
|        | Porzio o Portio o Portii o Porci (Fossano, Torino) Titolo: consignori di Bonvicino, Cervere, Piobesi Troncato, al 1º d'oro, all'aquila di nero, bicipite, coronata all'imperiale, al 2º di verde, al porco, troncato d'argento e di nero, linguato e con i piedi di rosso alias Troncato, al 1º d'oro, all'aquila di nero, bicipite, coronata all'imperiale, al 2º di verde, al porco di nero, con la fascia d'argento (linguato e con i piedi di rosso?) alias D'argento, al porco di nero, con due pali del campo, con il capo d'oro (cucito), carico di un'aquila bicipite, di nero Motto: Extra lutum (citato in (22)) |
|        | Porzio (Gattinara, Vercelli) Troncato, al 1° d'oro, all'aquila di nero, coronata del campo, al 2° d'argento, al porco al naturale Motto: Pour bien servir (citato in (22)) |
|        | Porzio (Fossano) Di verde, alla croce d'oro, ogni cantone, a quattro punti equipollenti, dello stesso (citato in (22)) |

### Pos
| Stemma | Casato e blasonatura |
| ------ | --- |
|        | Poschi (Pescia, Pisa, Firenze) Di verde, alla banda d'oro caricata di tre gigli di rosso posti nel senso della pezza alias Troncato: nel 1° partito, a/ d'oro, all'aquila di nero uscente dalla partizione, b/ d'azzurro, alla croce d'oro; nel 2° di verde, alla banda d'oro caricata di tre gigli di rosso posti nel senso della pezza (citato in (20)) |
|        | Poschi o Poschi Meuron (Pisa) mezza aquila bicipite di nero uscente dalla partizione su oro - croce di oro su azzurro - 3 gigli di rosso su banda di oro posti nel senso della pezza su verde (citato in LEOM) |
|        | Positani (Napoli, Reggio Calabria) Titolo: duca, marchese di Marescotti, nobili dei duchi e dei marchesi d'argento alla fascia di rosso in capo da un braccio sinistrochero di rosso, tenente con la mano di carnagione un uccello di nero, in punta da un cane d'azzurro passante sulla campagna di verde (citato in (23))                               |
|        | Positani (Napoli) fascia di rosso su argento - avambraccio sinistro uscente da destra vestito di rosso tenente con la mano di carnagione un uccello di nero in alto - cane passante rivolto su terrazzo di verde uscente dalla punta su argento (citato in LEOM)                                                                                          |
|        | Positano (Bari, Tramonti, Noicattaro, Rutigliano) Titolo: nobile d'azzurro alla fascia in divisa di rosso accompagnata nel capo da un sinistrocherio vestito dello stesso, tenente con la mano di carnagione un uccello di nero, e nella punta da un cane rivoltato d'azzurro passante sopra una terrazza di verde (citato in (29))                       |
|        | Possavino o Polsavino o Passavino (Chieri) Titolo: conti di Brassicarda Troncato cuneato di rosso e d'argento, di quattro pezzi Motto: Pour me defendre (citato in (22)) |
|        | Possenti (Terni) banda di azzurro su - leone rampante al naturale su rosso (citato in LEOM) |

### Pot
| Stemma | Casato e blasonatura |
| ------ | --- |
|        | Potenza (Napoli) Titolo: marchese, nobile dei marchesi partito: 1° d'azzurro alla mano di carnagione in palo al polso un'aquila di nero, 2° d'azzurro al monte di tre cime d'oro sostenenti un leone al naturale coronato all'antica di tre stelle il tutto d'oro (citato in (23)) |
|        | Potenza (Napoli) mano destra pendente di carnagione appalmata cimata da - aquila di nero tutto su azzurro - 3 monti al naturale di oro uscenti dalla punta sostenenti - un leone rampante al naturale coronato di oro accompagnato da - 3 stelle (6 raggi) dello stesso poste 1,2 in capo su azzurro (citato in LEOM) |
|        | Potenza (Viterbo) (la blasonatura non è stata ancora caricata) (immagine dello Stemmario reale di Baviera.) |
|        | Potenziani (Roma) (la blasonatura non è stata ancora caricata) (Immagine nell' Archivio Storico Capitolino (PDF) (archiviato dall'url originale il 4 marzo 2016).) alias (la blasonatura non è stata ancora caricata) (Immagine nella Raccolta stemmi Trippini (JPG).) |
|        | Pottino (Petralia Soprana, Palermo) Titolo: marchese di Eschifaldo, barone di Capuano, di Raulica, di Cacchiamo, di Buongiorno, di Camporotondo, della Celsa, di Terranova, marchese di Irosa, Eschifaldo; cavaliere, don, nobile dei marchesi, nobile dei baroni partito a destra 1° di rosso al levriere d'oro ritto, 2° d'azzurro al castello d'argento, nel 3° d'azzurro all'albero nodrito sopra una pianura di verde al naturale, 4° di rosso al serpente d'oro in cerchio (Pottino) a sinistra troncato di rosso e d'argento 1° di tre stelle d'argento, 2° tre ferri di lancia al naturale legati di rosso con la terza d'oro (De Marco Irosa) (citato in (23)) partito: a destra inquartato: al primo di rosso al levriere d'oro ritto; al secondo d'azzurro, al castello di una torre d'argento; al terzo d'azzurro, all'albero nodrito sopra un ristretto di pianura erbosa, il tutto al naturale; al quarto, di rosso, al serpe d'oro nodoso in cerchio (Pottino); a sinistra troncato di rosso e d'argento, il primo a tre stelle d'argento male ordinate; il secondo a tre ferri di lancia al naturale, accompagnati e legati di rosso; colla terza d'oro in fascia sulla partizione (De Marco) (ramo Pottino d'Irosa) (citato in Mango e in (25)) cane levriere di oro rampante su rosso - torre a 2 palchi di argento su azzurro - albero nodrito su terrazzo uscente dalla punta tutto al naturale su azzurro - serpente di oro attorcigliato in cerchio su rosso - 3 fasce di oro su troncato di rosso e di argento - 3 stelle (5 raggi) poste 1,2 di argento su rosso - 3 lance al naturale poste a doppio ventaglio legate di rosso su argento (citato in LEOM) alias partito a destra (Pottino) 1° di rosso al serpe d'oro attorcigliato a forma di P, 2° d'azzurro alla fontana al naturale zampillante sostenuta a destra da un leone d'oro, sormontato a destra da un sole d'oro e a sinistra di un braccio armato di una spada (Sgadari) troncato d'argento all'aquila di nero, d'azzurro al sole d'oro accompagnato da due stelle dello stesso (Bongiorno) (citato in (23)) Partito: al primo di rosso, al serpe d'oro, attorcigliato in forma P (Pottino); al secondo d'azzurro, alla fontana al naturale zampillante, uscente dalla punta dello scudo, sostenuta a destra da un leoncino d'oro, rivoltato; sormontato a destra da un sole d'oro, a sinistra da un braccio armato d'argento, colla spada in mano (Spadari) (ramo barone Pottino d'Eschifaldo) (citato in Mango e in (25)) serpente di oro attorcigliato a forma di lettera P maiuscola su rosso - leone rampante rivolto di oro verso una fontana al naturale zampillante verso di lui dello stesso - in alto braccio destro armato uscente da destra di argento tenente con la mano di carnagione una spada in palo accompagnato in alto a sinistra da un sole di oro tutto su azzurro - aquila di nero su argento - sole raggiante di oro affiancato da - 2 stelle (6 raggi) dello stesso su azzurro (citato in LEOM) Notizie storiche in Famiglie nobili di Sicilia. |

### Pou
| Stemma | Casato e blasonatura |
| ------ | --- |
|        | Poulet (Messina) di nero, a tre spade d'argento appuntate verso la punta dello scudo Cimiero: braccio destro armato d'argento, impugnante la spada dello stesso Tenenti: due selvaggi di carnagione, criniti di nero, cinti d'edera di verde Motto: Gardez la foy (citato in Mango) |

### Pov
| Stemma | Casato e blasonatura                                                                                                   |
| ------ | --- |
|        | Poverini (Pisa) D'azzurro, alla banda d'oro accompagnata da due stelle a otto punte dello stesso, 1.1 (citato in (20)) |

### Poz
| Stemma | Casato e blasonatura |
| ------ | --- |
|        | Pozza de Zagorie (Ragusa/Dubrovnik) d'azzurro, a due cotisse d'oro, accostate da sei gigli dello stesso, posti in sbarra e ordinati in banda; alla bordura di losanghe di rosso (citato in (10)) (FR) D'azur, à deux cotices d'or, accostées de six fleurs-de-lis du même, posées chacune en barre, rangées en bandes, l'écu bordé en losange de gueules. Casque couronné. (citato in (11)) |
|        | Pozza de Zagorie (Ragusa/Dubrovnik) d'azzurro, a due cotisse d'oro, accostate da sei gigli d'argento, posti in sbarra e ordinati in banda (citato in (10)) (FR) D'azur, à deux cotices d'or, accostées de six fleurs-de-lis d'argent, posées chacune en barre, rangées en bandes. Casque couronné. (citato in (11)) |
|        | Pozza-Sorgo de Zagorie (Ragusa/Dubrovnik) partito: nel 1º d'azzurro, a due cotisse d'oro, accostate da sei gigli d'argento, posti in sbarra e ordinati in banda (Pozza); nel 2º bandato di rosso e d'azzurro (Sorgo) (citato in (10)) (FR) Parti: au 1, d'azur, à deux cotices d'or, accostées de six fleurs-de-lis d'argent, posées chacune en barre, rangées en bandes (Pozza); au 2, bandé de gueules et d'azur de huit pièces (Sorgo) (citato in (11))                                           |
|        | Pozzati (Comacchio) vera di pozzo al naturale su terrazzo di verde uscente dalla punta su argento - 3 stelle (6 raggi) di oro poste 1,2 su azzurro in capo - trangla di rosso (citato in LEOM) |
|        | Pozzesi (Pescia) Di..., al pozzo di... (citato in (20)) |
|        | Pozzi (Cremona) d'oro, al pozzo di rosso, accostato da due draghi di verde, affrontati e coronati del campo, colle code passate in croce di S. Andrea sotto il pozzo (citato in BLCR) Immagine in Blasonario Cremonese (archiviato dall'url originale il 7 aprile 2014). |
|        | Pozzi (Cesena) (la blasonatura non è stata ancora caricata) (citato in BLCW) Immagine in Blasone Cesenate. |
|        | Pozzo o Pozzi (Cuneo) Titolo: barone di Garzegna con Val della Costa e Borella D'oro, al pozzo di rosso, sostenuto da due draghi di verde affrontati, sormontati da tre stelle di rosso, ordinate in fascia; con il capo d'oro, cucito, carico di un'aquila coronata, di nero (citato in (22) e in (27)) |
|        | Pozzo (Torino) D'argento, al pozzo di rosso, sostenuto da due draghi di verde alati, affrontati, con le code accollate sotto il pozzo (citato in (22)) |
|        | Pozzo o Del Pozzo (Sicilia) Titolo: barone di Curali, Molocca; Graziano, Gallilauro, Montefusco, Crucifia, Motta d'Affermo; marchese; principe del Parco d'oro, un pozzo di rosso, attorniato da due dragoni verdi contro-rampanti, ed affrontati con le code annodate, e passate in croce di s. Andrea (citato in (25)) Corona di principe Notizie storiche in Famiglie nobili di Sicilia. |
|        | Pozzobonelli (Milano, Casale) Titolo: consignori di Ottiglio Di nero, seminato di gigli d'oro, con l'aquila d'argento, linguata, rostrata e membrata di rosso, attraversante alias Di nero, all'aquila d'argento, linguata di rosso, coronata d'oro alias Di nero, all'aquila d'argento, accompagnata da cinque trifogli dello stesso, 1, 2, 2 alias Di rosso, all'aquila d'oro, accompagnata da sei trifogli dello stesso, tre in capo, disposti 1, 2, tre in punta, disposti 2, 1 (citato in (22)) |
|        | Pozzoglio (Ivrea) D'azzurro, al pozzo, accompagnato da tre stelle, il tutto d'oro (citato in (22)) |
|        | Pozzolini (Firenze) D'azzurro, alla croce trifogliata d'argento, accompagnata da tre stelle a otto punte dello stesso, due in capo e una in punta (citato in (20)) |
|        | Pozzuoli (Carpi) 3 gruppi di 3 monti ristretti di oro su azzurro - aquila di nero su oro in capo (citato in LEOM) |
|        | Pozzuoli (Carpi) pozzo di rosso sostenuto da 2 draghi di verde le code incrociate su oro (citato in LEOM) |

### Pra
| Stemma | Casato e blasonatura |
| ------ | --- |
|        | Prades (Sicilia) inquartato: in decusse, nel 1° e 4° d'oro a quattro pali di rosso; nel 2° e 3° d'azzurro, seminato di gigli d'oro (citato in Mango) alias inquartato in croce di s. Andrea, il capo e la punta d'oro, con quattro pali di rosso, fiancheggiato del secondo con sei gigli d'oro (citato in (25)) Notizie storiche in Famiglie nobili di Sicilia. |
|        | Prado (Sicilia) di verde, con un leone di nero (citato in (25)) Notizie storiche in Famiglie nobili di Sicilia. |
|        | Praga (Revello) Troncato d'azzurro e d'argento, al leone troncato d'oro e di rosso, armato e linguato di rosso nel primo, armato d'oro nel secondo Motto: Fortis animo et corpore (citato in (22)) |
|        | Pramaggiore (Ivrea, Dorzano) Titolo: baroni di Fiorano; signori di Quassolo; consignori di Balocco D'oro a tre bande di rosso, con il capo d'oro, cucito, carico di un'aquila coronata, di nero alias Partito, al 1° d'azzurro, al leone d'oro, armato, membrato e lampassato di rosso, tenente una lancia pure d'oro, banderuolata di rosso, al 2° d'oro, a tre bande di rosso, con il capo d'oro, cucito, carico di un'aquila coronata, di nero Motto: Me duce melius (citato in (22)) |
|        | Prandi (Ravenna) d'azzurro, al cane sedente di profilo d'argento, collarinato e affibbiato di rosso, legato d'argento a un albero di verde, terrazzato dello stesso (citato in CROL – pag. 17 e in (7) - pag. 98 (d'azzurro, al pero d'oro, fogliato di verde, nodrito in un terreno dello stesso, e al bracco sedente d'argento, attraversante la base del tronco, collarinato e legato di rosso, il collare affibbiato e anellato d'oro))                                              |
|        | Prandi d'argento, padiglionato di nero, moscato dello stesso, col capo d'azzurro, caricato di un cane levriere d'argento, collarinato di rosso, e passante (citato in (7) – pag. 146) |
|        | Prandi o Prande (Alba) Titolo: conti di Benevello; consignori di Borgomale, S. Martino D'azzurro, al palo d'argento, carico di tre mezze gambe umane di carnagione; con il capo d'oro, carico di un'aquila coronata di nero (citato in (22)) |
|        | Prandi (Rocca de' Baldi) D'azzurro, a tre bande d'oro, con il capo d'azzurro, cucito, carico di tre stelle d'argento Motto: Nisi Dominus aedifica verit alias D'argento, a tre bande di rosso, con il capo d'azzurro, carico di tre stelle d'argento (d'oro?) (citato in (22)) |
|        | Prandi (Bra) D'azzurro, a tre zampe di leone d'oro, 2, 1, con il capo d'oro, carico di un'aquila di nero (citato in (22)) |
|        | Prandone (Asti) D'oro, al leone d'azzurro, linguato di rosso, con la banda (cotissa?) di rosso, attraversante (citato in (22)) |
|        | Prasca (Alessandria) Titolo: consignori di Prasco D'azzurro, a tre bande d'argento, con il capo d'oro, carico di tre merle, di nero, membrate e beccate di rosso, ordinate in fascia alias D'argento, a tre bande d'azzurro, con il capo d'oro, carico di tre merle di nero, membrate e beccate di rosso, ordinate in fascia Motto: Je l'endure (citato in (22)) |
|        | Prasca o De Pedrasca (Belforte Monferrato, Ovada, Genova) Titolo: nobili; conti Troncato, con la fascia d'argento sulla troncatura, al 1° d'oro, a tre uccelli di nero, fermi sulla fascia, al 2° d'argento, a tre sbarre d'oro, bordate di nero (citato in (22)) fascia di argento su troncato di oro e di argento - 3 uccelli di nero fermi sulla fascia su oro - 3 sbarre di oro bordate di nero su argento in basso (citato in LEOM)                                                 |
|        | Prasca (Ovada) Troncato: nel 1° d'azzurro, a tre colombe d'argento passanti sulla partizione, poste una dietro l'altra; nel 2° d'argento, a tre fasce di rosso (citato in (35)) |
|        | Prassio (Molfetta) d'argento, all'elefante al naturale, passante sopra 2 fasce ondate d'azzurro, con la proboscide alzata e la testa rivolta, e mirante un crescente d'azzurro nel canton sinistro del capo (citato in DAlena e in ) |
|        | Prat (Volterra, Livorno) Partito: nel 1° d'oro, alla fascia di nero caricata di tre crocette di rosso, talvolta accompagnata da due torri d'argento, 1.1; nel 2° di rosso, al leone d'argento alias Partito: nel 1° d'oro, alla fascia di nero caricata di tre trifogli di rosso, talvolta accompagnata da due torri d'argento, 1.1; nel 2° di rosso, al leone d'argento (citato in (20))                                                                                                |
|        | Prat (La Salle) Titolo: (con)signori di La Bâtie des Vigneaux Di rosso, al leone d'oro, con il capo d'argento, carico di tre ghiande, di verde alias Inquartato, di Prat e di Berard d'Illins (citato in (22)) |
|        | Prat o Prato (Moretta, Torino) Titolo: conti D'azzurro, al palmizio d'oro, nutrito nella pianura erbosa, al naturale (citato in (22)) albero di palma di oro nodrito su terrazzo erboso al naturale uscente dalla punta su azzurro (citato in LEOM) |
|        | Prata (la blasonatura non è stata ancora caricata) (citato in DAlena) |
|        | Prata (Casale) Titolo: consignori di Terruggia Fasciato d'azzurro e d'oro, con il capo del secondo, carico di un'aquila, di nero alias Inquartato, al 1° e 4° troncato d'oro e d'argento, con la fascia di rosso, sulla partizione, al 2° e 3° d'azzurro, all'agnello d'argento passante, il tutto al capo d'oro, carico di un'aquila di nero (citato in (22)) |
|        | Prata o Prato (Ovada) Troncato: nel 1° d'oro, a tre gigli d'argento, disposti 1, 2; nel 2° di rosso, a quattro cotisse di verde (citato in (35)) |
|        | Prata (Milano) filetto in fascia ondato di azzurro su fascia di oro su troncato di argento e - bandato di argento e di rosso - pianta di cardo al naturale nodrita su ristretto dello stesso uscente dalla fascia accompagnata da - 2 gigli di rosso posti in fascia tutto su argento (citato in LEOM) |
|        | Pratellesi (Firenze) Partito: nel 1° d'azzurro, all'albero al naturale, nodrito sul terreno dello stesso, e sinistrato da un leone d'argento; nel 2° d'argento, al leone di rosso e alla banda attraversante d'azzurro caricata di tre tenaglie al naturale (citato in (20)) |
|        | Pratellesi o Pratellesi Collina (Firenze) albero di pino di verde nodrito su terrazzo dello stesso uscente dalla punta accompagnato da - leone rampante al naturale tutto su azzurro - catena di argento su banda di azzurro su - leone rampante di rosso su argento (citato in LEOM) |
|        | Pratellesi (Toscana) (DE) In Blau 1 naturfarbener Laubbaum, 1 grünen Schildfuß besetzend und von links bestiegen von 1 rotgezungten naturfarbenen Löwen (citato in (28)) |
|        | Pratesi (Pistoia) Bandato di sei pezzi di rosso e d'azzurro, alla rotella attraversante d'oro caricata di sei palle di rosso, ordinate in cinta (citato in (20)) |
|        | Pratesi (Firenze) D'azzurro, al leone al naturale, accompagnato nel cantone destro del capo da un crescente rivolto d'argento, e alla fascia diminuita attraversante di rosso (citato in (20)) |
|        | Pratesi (Firenze) (FR) D'argent à deux pattes de lion passées en sautoir acc en chef de trois fleurs-de-lis rangées entre les quatre pendants d'un lambel le tout de gueules (citato in RIET) |
|        | Pratesi del Lion Nero (Firenze) Troncato di rosso e d'argento, al leone tenente con la branca anteriore destra un crescente montante, il tutto dell'uno nell'altro (citato in (20)) |
|        | Pratesini (Prato) D'argento, al cane rampante al naturale, collarinato d'oro e lampassato di rosso, e alla banda attraversante d'oro alias D'argento, al cane rampante al naturale, collarinato d'oro e lampassato di rosso, e alla banda attraversante d'oro, il tutto abbassato sotto la croce di Santo Stefano (citato in (20)) |
|        | Prati (Abruzzo) D'oro alla punta di verde con un cane levriero passante al naturale, collarinato di rosso (citato in DAlena) |
|        | Prati (Alessandria, Rovagnasco) Titolo: marchesi di Rovagnasco Trinciato dentato d'argento e d'azzurro, con il capo d'oro, carico di un'aquila coronata, di nero (citato in (22)) |
|        | Prati (Trieste, Arco, Vienna (Austria)) aquila di nero sormontata da - 3 stelle (6 raggi) di oro poste in fascia su azzurro - avambraccio destro uscente da destra vestito di rosso tenente con la mano di carnagione un mazzo di fiori di rosso su azzurro (citato in LEOM) |
|        | Prati (Brescia) interzato in fascia - al primo di oro - al secondo di verde seminato di fiori al naturale - al terzo di argento a 3 bande di rosso (citato in LEOM) |
|        | Prati (Cesena) (la blasonatura non è stata ancora caricata) (citato in BLCW) Immagine in Blasone Cesenate. |
|        | Prato (Casale) D'azzurro, all'albero, di verde, (accostato da due ... di ...?), nutrito sulla pianura erbosa, al naturale, con il capo d'oro, carico di un'aquila, di nero alias D'azzurro, al pino, di verde, nutrito sulla pianura erbosa, al naturale, e accostato da due papaveri, di rosso, con il capo d'oro, carico di un'aquila, di nero (citato in (22)) |
|        | Prato o De Prato (Mombaruzzo, Casale) Titolo: consignori di Castelletto Molina, Panzano, Terruggia, Villadeati Troncato, al 1º d'azzurro, all'aquila d'argento, al 2º fasciato di verde e di rosso (citato in (22)) |
|        | Prato (Mombaruzzo, Torino) Titolo: nobili Fasciato d'argento e di verde, con il capo d'azzurro, carico di un'aquila coronata, d'argento (citato in (22)) fasciato di argento e di verde - aquila coronata di argento su azzurro in capo (citato in LEOM) |
|        | Prato (Asti) Troncato, al 1° d'oro, all'aquila coronata, di nero, al 2° trinciato dentato d'argento e d'azzurro Motto: Usque ad sidera (citato in (22)) |
|        | Prato (Alba) Titolo: conti di Montelupo, Perno Troncato, al 1º d'azzurro, all'aquila d'argento, al 2º fasciato d'oro e di rosso (citato in (22)) |
|        | Prato (Pinerolo) Troncato, al 1° d'argento, a tre trifogli di verde, al 2° d'azzurro, a tre cespugli di margherite fiorite di rosso Motto: Toujours vert (citato in (22)) |
|        | Prato (Mondovì) Trinciato dentato d'argento e d'azzurro, con il capo d'oro, carico di un'aquila di nero Motto: In viriditate (citato in (22)) |
|        | Prato (Lecce) Titolo: nobili d'azzurro a cinque gigli d'oro posti tre a due (citato in (23)) 5 gigli di oro posti 3,2 su azzurro (citato in LEOM) |
|        | Prato di Castel Segonzano (Segonzano) colomba della pace al naturale su terrazzo di verde su oro - 3 bande di argento su rosso - sega da carpentiere dentata i merli ghibellini posta in banda di argento le impugnature di oro su rosso (citato in LEOM) |
|        | Pratolongo (Genova) leone rampante di oro mirante - sole dello stesso uscente dal canton sinistro del capo su rosso - colomba con ramo di alloro nel becco in volo verso un albero di pioppo uscente dalla partizione tutto al naturale su azzurro - 3 bande di oro su azzurro (citato in LEOM) |

### Pre
| Stemma | Casato e blasonatura |
| ------ | --- |
|        | Precipia D'argento, al ramo di quercia, di verde, con il capo d'azzurro, carico di un laccio di Savoia, d'oro Motto: Punctim et creim (citato in (22)) |
|        | Predellini (Firenze) D'azzurro, alla fascia di rosso sormontata da tre stelle a otto punte d'oro ordinate in capo (citato in (20)) |
|        | Pregianelli (Firenze) Di rosso, a tre pali di verde, e alla fascia attraversante d'argento (citato in (20)) (DE) In Rot 3 grüne Pfähle, überdeckt von 1 silbernen Balken (citato in (28)) |
|        | Pregno (Isola, Moncalvo) Trinciato d'argento e di rosso, alla sbarra di [...], carica di due stelle (8) d'oro (citato in (22)) |
|        | Prelli (Vogogna) Troncato, al 1° d'oro, all'aquila di nero, coronata del campo, al 2° d'argento, al busto di chierico, vestito di nero e di bianco, con tonsura e lunghi baffi (citato in (22)) |
|        | Premoli (arma antica) (Crema) partito: nel 1º troncato d'argento e d'azzurro al leone d'oro coronato dello stesso attraversante sul troncato, tenente colla zampa destra anteriore un falcetto d'acciaio, il taglio a destra, accompagnato da una stella d'oro entro la curva del falcetto, al 2°di rosso, al leone coronato d'oro, tenente con la branca anteriore destra una spada al naturale (citato in (2) – pag. 245 e in DAlena) |
|        | Premoli (Crema) Titolo: marchesi Troncato d'argento e d'azzurro, al leone coronato d'oro, tenente un falcetto d'argento, manicato d'oro, accompagnato da una stella (8) d'oro, entro la curva del falcetto (arma antica) (citato in (22)) leone rampante coronato di oro su troncato di argento e di azzurro tenente con la zampa destra un falcetto di argento manicato di oro - stella (8 raggi) di oro posta entro la curva del falcetto (citato in LEOM) alias Partito, al 1° troncato d'argento e d'azzurro, al leone coronato d'oro, tenente un falcetto d'argento, manicato d'oro, accompagnato da una stella (8) d'oro, entro la curva del falcetto, al 2°di rosso, al leone coronato d'oro, tenente con la branca anteriore destra una spada al naturale (citato in (22)) leone rampante coronato di oro afferrante un falcetto con la destra al naturale entro il quale c'è - una stella (8 raggi) di oro su troncato di argento e di azzurro - leone rampante coronato di oro tenente con la destra anteriore una spada al naturale posta in palo su rosso (citato in LEOM) |
|        | Prencipe (Napoli, Genova, Roma) Titolo: nobili d'azzurro al leone d'argento tenente una corona d'oro e poggiante con la zampa sinistra sulla cima maggiore di un monte di tre vette al naturale, movente alla punta (citato in (23)) |
|        | Prencipe (Genova, Roma) leone rampante di argento su monte a 3 cime di verde uscente dalla punta su azzurro - corona all'antica di oro in destra (citato in LEOM) |
|        | Prencipe di Arschot (Fiandre) (d'oro, a tre gigli di nero) (citato in UNFE) Immagine nella Biblioteca Estense Universitaria (id. 2888). |
|        | Presbitero (Vico Canavese) D'argento, alla fascia d'azzurro, carica di tre stelle d'oro, accompagnata in capo da un pampino di vite, di verde, in punta da una berretta da prete, di nero Motto: Solo fidus solo fidus (citato in (22)) |
|        | Presbitero (Vercelli, Cagliari) Titolo: nobili Troncato di nero e d'argento al leone dell'uno all'altro (citato in (22)) leone rampante troncato di argento e di nero su troncato di nero e di argento (citato in LEOM) |
|        | Preschern (Trieste) 3 rose di rosso su argento poste 2,1 - avambraccio armato uscente dalla punta in palo afferrante con la mano di carnagione un serto di alloro al naturale su rosso (citato in LEOM) |
|        | Pressio Colonnese (Terni) colomba della pace di argento sostenuta da un tronco di oro posto in banda sormontata da - stella (8 raggi) di oro tutto su azzurro - colonna corinzia di argento coronata di oro su inquartato di azzurro e di rosso - stella (6 raggi) di oro su azzurro - giglio di oro su rosso (citato in LEOM) |
|        | Presta (Catanzaro) D'azzurro alla fascia cucita di rosso caricata di tre stelle d'oro e accompagnata in capo da un crescente montante d'argento e in punta da un cane passante dello stesso (citato in BLCL) |
|        | Presti o Lo Presti (Sicilia) d'oro, con due bande di verde (citato in (25)) Notizie storiche in Famiglie nobili di Sicilia. |
|        | Prete (Asolo) Partito: d'oro e d'azzurro, con il capo d'oro all'aquila bicipite di nero con il volo spiegato. Lo scudo ed il capo separati da un filetto d'argento (citato in DAlena) |
|        | Preti o Pretatti (Abruzzo) D'argento al capriolo di rosso caricato delle lettere P.R.E. (citato in DAlena) |
|        | Preti (Monferrato) Di rosso, a tre teste di prete, (al naturale), con il capo d'oro, carico di un'aquila di nero (citato in (22)) |
|        | Pretola (Abruzzo) (la blasonatura non è stata ancora caricata) (citato in DAlena) |
|        | Prever (Giaveno) Titolo: baroni di S. Giorio Troncato, al 1° d'oro, al ramoscello di rosaio, al naturale, fiorito di cinque pezzi, sormontato da due stelle, d'azzurro; al 2° sbarrato d'argento e di rosso (citato in (22)) |
|        | Prever (San Giorio di Susa) roseto al naturale fiorito di 3 pezzi posti a ventaglio uscente dalla troncatura sormontato da - 2 stelle (5 raggi) di azzurro poste in fascia tutto su oro - sbarrato di argento e di rosso (citato in LEOM) |
|        | Preverenco (Cavour) D'argento, a due palme, di verde, decussate e ridecussate, con la fascia di nero, in divisa, attraversante, con il capo d'azzurro, carico di una stella d'oro (citato in (22)) |
|        | Previdi o Previde (Vigevano, Castelnuovo Scrivia, Tortona) D'oro, all'aquila di nero, coronata del campo (citato in (22)) |
|        | Preziani (Sarteano) (la blasonatura non è stata ancora caricata) (citato in BNDD) Immagine ne L'araldica sarteanese nei secoli. |

### Pri
| Stemma | Casato e blasonatura |
| ------ | --- |
|        | Priami o Priani (Verona) 3 rose di rosso su fascia di argento su azzurro - leone rampante nascente dalla fascia di oro tenente con le zampe anteriori una fiaccola di nero accesa di rosso sormontato da una stella (6 raggi) di oro - 3 stelle (6 raggi) di oro poste 2,1 in basso su azzurro (citato in LEOM) |
|        | Prieri (Cuneo) Titolo: nobile D'azzurro, all'ermellino d'argento, passante sopra un terreno di verde, montuoso, uscente in banda dall'angolo destro della punta (citato in (22) e in (27)) |
|        | Prignano (Lucera, Salerno) Titolo: patrizio di Salerno, di Lucera d'oro all'aquila spiegata d'azzurro, armata e imbeccata di rosso (citato in (23) e in (24)) aquila di azzurro armata e rostrata di rosso su oro (citato in LEOM) alias inquartato 1° e 4° d'oro all'aquila d'azzurro, 2° e 3° d'azzurro alla fascia d'oro accompagnata in capo da una stella dello stesso in punta da una ghianda al naturale Motto: Flectar non frangar (citato in (23)) aquila di azzurro armata e rostrata di rosso su oro - fascia di oro su azzurro accompagnata in alto da - stella (6 raggi) di oro e in basso da - una ghianda al naturale tutto su azzurro (citato in LEOM) |
|        | Primerani (Firenze) Di rosso, alla banda d'azzurro caricata di tre rose d'argento (citato in (20)) |
|        | Primerano (Molise) Di nero al leone d'argento (citato in DAlena) |
|        | Primicile d'azzurro all'aquila bicipite coronata d'oro posata sulla cima del medio di tre monti di verde accompagnata da tre stelle d'oro (citato in (23)) |
|        | Primicile Carafa (Napoli) Titolo: Marchese di Cicerale, patrizio di Salerno partito: 1° d'azzurro all'aquila bicipite coronata d'oro posata sulla cima del medio di tre monti di verde accompagnata da tre stelle d'oro (Primicile) 2° di rosso a tre fasce d'argento (Carafa) (citato in (23)) aquila bicipite coronata su ambo le teste di oro posta sul medio di 3 monti di verde uscenti dalla punta sormontata da - 3 stelle (6 raggi) di oro poste in fascia in alto tutto su azzurro - 3 fasce di argento su rosso (citato in LEOM) |
|        | Primo (Messina) d'azzurro, all'ombra di sole d'oro, tramontante nel mare, movente dalla punta (citato in Mango) ombra di sole di oro tramontante nel mare al naturale uscente dalla punta tutto su azzurro (citato in LEOM) |
|        | Primoli (Roma) leone rampante di oro roncola di argento in destra su azzurro (citato in LEOM) |
|        | Primoli (Roma) leone rampante di oro su azzurro - cometa in palo di oro su azzurro a sinistra in alto (citato in LEOM) |
|        | Prina (Castelmarte) Titolo: nobili Partito; nel primo a sinistra, due frecce d'argento tenute da corona d'alloro in campo cilestro; nell'altro a destra, tre bande di rosso in fondo d'argento (citato in Crollalanza, Giornale araldico-genealogico-diplomatico, Volume 1) |
|        | Prina (Novara) Titolo: nobili Inquartato, al 1° e 4° d'azzurro, alla fenice d'argento, sulla sua immortalità, di rosso, fissante un sole d'oro, orizzontale destro; al 2° e 3° d'oro, all'aquila di nero, bicipite, membrata, linguata e coronata sulle due teste, di rosso, sormontata da una coroncina imperiale, dello stesso, e tenente con l'artiglio destro la spada, con il sinistro il globo, d'oro; sul tutto, partito, al 1° d'azzurro, carico di due dardi, d'argento, decussati, rovesciati, infilzati in una corona civica dello stesso, al 2° d'argento, a tre bande, di rosso (citato in (22)) 2 frecce di argento capovolte e ficcate in una corona dello stesso su azzurro - 3 bande di rosso su argento tutto su scudetto su - fenice di argento sulla sua immortalità di rosso mirante sole uscente da cantone sinistro in alto di oro su azzurro - aquila bicipite di nero coronata di rosso corona reale di oro mondo e spada negli artigli su oro (citato in LEOM) (Immagine nella Raccolta stemmi Trippini (JPG).) |
|        | Princi o Prinzi (Siracusa, Messina, Trapani) Titolo: barone della Salina di Calaci d'azzurro al leone d'oro rampante contro una colonna d'argento cimata da un'aquila spiegata dello stesso (citato in Mango, in (23) e in (25)) leone rampante di oro contro - una colonna di argento cimata da aquila dello stesso tutto su azzurro (citato in LEOM) Notizie storiche in Famiglie nobili di Sicilia. |
|        | Principato (Palermo, Messina) d'azzurro, alla fascia d'argento bordata di rosso, accompagnata nel capo da un angelo alato al naturale, e nella punta da un braccio destro armato dello stesso, impugnante una picca di nero (citato in Mango) D'azzurro, colla fascia in divisa cucita (d'argento bordata) di rosso, accompagnata nel capo da un angelo alato al naturale, e nella punta da un braccio destro armato del medesimo, impugnante una pina di verde (citato in (25)) Notizie storiche in Famiglie nobili di Sicilia. |
|        | Princivalli (Pisa) Di..., al crescente volto di... (citato in (20)) |
|        | Prinetti e Prinetti Castelletti (Miasino) Di rosso, al castello torricellato di due pezzi, aperto del campo, accompagnato da tre gigli, due ai lati e uno in punta, il tutto d'oro, e sostenente un uccello (detto bernacla) d'argento (citato in (22)) |
|        | Prinetti (Milano, Roma, Merate) castello a 2 torri merlato alla ghibellina di oro cimato da - un uccello di argento detto "bernacla" (simile al cigno) e accompagnato da - 3 gigli di oro posti 1,2 tutto su rosso e aperto del campo (citato in LEOM) |
|        | Prinetti Castelletti (Milano, Roma, Merate) albero di pino silvestre nodrito su terrazzo erboso uscente dalla punta tutto al naturale su argento - leone rampante di nero a destra contro l'albero - cuore di rosso caricato da una crocetta di argento posto in alto a sinistra su argento (citato in LEOM) |
|        | Prini (Pisa, Firenze) D'azzurro, all'albero nodrito sul terreno e accollato da una biscia, il tutto al naturale, e accompagnato ai lati da due stelle a otto punte d'oro (citato in (20)) albero nodrito su terrazzo erboso accollato 3 volte da un serpente tutto al naturale su azzurro - 2 stelle (8 raggi) di oro ai lati del tronco poste in fascia su azzurro (citato in LEOM) |
|        | Prini (Reggio Emilia, Parma) fasciato di azzurro e di argento (4 pezzi) - azzurro armellinato di argento (seminato di mosche di argento) (citato in LEOM) |
|        | Prini (Reggio Emilia, Parma) 3 pere (frutti) poste 2,1 con il gambo al basso al naturale fogliate di verde su argento - 2 fasce di azzurro su rosso (citato in LEOM) |
|        | Priolo (Sicilia) paleggiato d'azzurro e di argento di otto pezzi, col capo di rosso (citato in (25)) Notizie storiche in Famiglie nobili di Sicilia. |
|        | Prioris (Nizzardo) Titolo: consignori di Santa Margherita D'azzurro, a due stelle d'oro, l'una sull'altra (citato in (22)) |
|        | Priuli (Torino, Varallo Pombia) rosso pieno - palato di oro e di azzurro (citato in LEOM) |
|        | Priuli Bon (Venezia, Padova, Firenze) rosso pieno - palato di oro e di azzurro - 3 gigli di oro su fascia di azzurro su rosso - argento pieno (citato in LEOM) |
|        | Privitera (Messina, Mazzarà, Sant'Andrea) Titolo: principe di Mola, marchese di Codagusta, barone di Lando, signore della terra e del castello di Mola, nobile dei principi di Mola d'azzurro alla sbarra d'argento doppio dentata di quattro pezzi di nero (citato in (23)) sbarra di argento dentata di 4 pezzi di nero su ambo i lati su azzurro (citato in LEOM) |

### Pro
| Stemma | Casato e blasonatura |
| ------ | --- |
|        | Procaccini (Roma, Napoli) Titolo: marchese di Montone, marchese di Raiano, conte della Saponara, barone di Aversa, Villalago, Campo Giove, Canzano, Rogano, Santa Caterina, San Demetrio, San Cosmo e Macchia d'azzurro, al pino terrazzato di verde, addestrato da una spada in palo colla punta in alto, e sinistrato da un leone d'oro rampante al fusto, accompagnato in capo da 3 stelle d'argento; al capo di Malta (citato in (2) – pag. 426 e in DAlena) d'azzurro all'albero al naturale addestrato da una spada alta in palo d'argento manicata d'argento, sinistrata da un leone dello stesso accompagnato da tre stelle d'argento, al capo di rosso caricata di una croce patente d'argento (citato in (23)) |
|        | Procaccini (Napoli, Roma) albero su terrazzo al naturale accompagnato a sinistra da - una spada posta in palo punta in alto di argento guernita di oro e a destra da - un leone rampante dello stesso su azzurro - 3 stelle (6 raggi) di argento poste in fascia in alto su azzurro - capo di Malta - trangla di oro (citato in LEOM) |
|        | Procaccini (Bologna, Napoletano) albero di verde su terrazzo dello stesso sormontato da - 3 stelle (6 raggi) di argento poste in fascia affiancato - a sinistra da una spada posta in palo punta in alto di argento manicata di oro - a destra da un leone rampante dello stesso tutto su azzurro - croce di Malta di argento su rosso in capo - trangla di oro (citato in LEOM) |
|        | Procaccini o Procaccini Ricci (Monsavito) 2 lune montanti poste in fascia partite di argento e di rosso sormontate da - crocetta patente di argento tutto su azzurro - 3 gigli di rosso posti 1,2 su argento - leone rampante di oro su rosso - albero di castagno al naturale posto su monte a 3 cime di verde su terrazzo dello stesso uscente dalla punta su azzurro - riccio al naturale passante rivolto contro il monte su azzurro (citato in LEOM) |
|        | Procida (Messina) d'azzurro, alla torre merlata di quattro pezzi d'oro, aperta e finestrata del campo, sormontata da un leone leopardito dello stesso, tenente con le zampe una bandiera di rosso svolazzante a destra e la campagna dello stesso, caricata da uno squadro d'oro, accostato da due rotelle dello stesso (citato in Mango) d'azzurro, con la torre d'oro, sormontata da un leone dello stesso, tenente colle zampe una bandiera di rosso svolazzante a destra, e la campagna cucita di rosso, caricata da uno squadro d'oro, accostato da due rotelle dello stesso (citato in (25)) alias bandato d'oro e d'azzurro, al capo del primo (citato in Mango) Notizie storiche in Famiglie nobili di Sicilia. |
|        | Procopi o Procopio (Messina) Titolo: barone di Siamaca d'azzurro, a due albicocchi sradicati d'oro, fogliati di verde, ordinati in fascia (citato in Mango) d'azzurro, con due alberi d'oro fogliati di verde (citato in (25)) Lo scudo accollato all'aquila spiegata e coronata di nero Notizie storiche in Famiglie nobili di Sicilia. |
|        | Proculi (Ragusa/Dubrovnik) di rosso, a tre bande d'oro, quella centrale caricata di cinque rose del campo, bottonate d'azzurro (citato in (10)) (FR) De gueules, à trois bandes d'or, celle de milieu ch. de cinq roses du champ, boutonnées d'azur. Casque couronné. (citato in (11)) |
|        | Prodanelli (Dalmazia) di rosso, a tre stelle d'oro (citato in (10)) (FR) De gueules, à trois étoiles d'or. Casque couronné. (citato in (11)) |
|        | Profili (Iesi) (la blasonatura non è stata ancora caricata) (Immagine nella Raccolta stemmi Trippini (JPG).) |
|        | Profumo (Londra) fascia di argento su rosso accompagnata in capo da - una ghirlanda di alloro di verde su rosso (citato in LEOM) |
|        | Proli (Cesena) fascia di rosso su argento - aquila di nero coronata di oro posta sulla fascia su argento - 3 bande di rosso su argento (citato in LEOM) |
|        | Proli (Cesena) (la blasonatura non è stata ancora caricata) (citato in BLCW) Immagine in Blasone Cesenate. |
|        | Promis (Roburent, Mondovì) Titolo: consignori di Viola D'oro, al pioppo nutrito sulla pianura erbosa, di verde, al naturale, con il capo d'azzurro, carico di tre stelle, d'argento, ordinate in fascia (citato in (22)) |
|        | Prona (Asti) D'oro, alla banda d'azzurro, carica di tre gigli del campo Motto: Vinxit libertas (citato in (22)) |
|        | Prono o Pron (Cherasco) Titolo: baroni di Montvernier D'azzurro, al castagno accompagnato da tre scoiattoli, il tutto d'oro, gli scoiattoli ritti e male ordinati, gli inferiori affrontati alias Inquartato, al 1° e 4° d'argento, a tre scoiattoli, di rosso (al naturale?), 2, 1, i superiori affrontati, al 2° e 3° d'azzurro, al castagno d'oro Motto: Opere et sudore - Equo et sudore (citato in (22)) |
|        | Prosimi o Proximi (Messina) di rosso, a tre sbarre d'oro, sostenuta ciascuna da una scimmia dello stesso (citato in Mango) |
|        | Prosini (Messina) di rosso, a 3 sbarre di oro, accompagnate da 3 scimmie dello stesso (citato in (2) – pag. 477, in DAlena e in (25)) Notizie storiche in Famiglie nobili di Sicilia. |
|        | Prosperi (Firenze) Di..., alla banda di... (citato in (20)) |
|        | Prosperi (Ferrara) fascia di oro su troncato di rosso e di argento - giglio di oro su rosso - 3 stelle (6 raggi) di rosso su argento poste 2,1 (citato in LEOM) |
|        | Prosperi (Macerata) fasciato di rosso e di azzurro (4 pezzi) - cometa posta in banda affiancata da 2 stelle (6 raggi) di oro poste in fascia su azzurro in capo - campagna mareggiata di argento e di azzurro (citato in LEOM) |
|        | Prosperi (Velletri) fascia di oro su troncato di azzurro e di argento - cometa di oro posta in banda a sinistra - luna di argento a destra tutto in alto su azzurro - campagna mareggiata di argento e di azzurro uscente dalla punta su argento (citato in LEOM) |
|        | Prosperini (Città di Castello) scaglione di argento su troncato in scaglione di azzurro e di rosso - 3 comete in palo poste in fascia di oro in alto su azzurro - stella (8 raggi) circondata da - 4 lune poste in croce con le punte verso la stella tutto di argento su rosso (citato in LEOM) |
|        | Prosperosi (Firenze) Troncato di... e di..., alla ruota di molino di... nel primo, nascente dalla troncatura (citato in (20)) |
|        | Prossimone (Randazzo) di verde, con una fascia di oro (citato in (25)) Notizie storiche in Famiglie nobili di Sicilia. |
|        | Proto (Napoli, Viareggio) Titolo: principe di Colubrano, duca di Alvito, nobile dei duchi di Albaneta, nobile col predicato di Morcone, Formicola, Atina, Belmonte, Campoli, Gallinaro, Picinisco, Posta, San Donato, Vicalvi e Settefrati / duca di Albaneta, barone di Corletto di Grima, nobile dei baroni d'azzurro alla testa di Proteo uscente dal mare d'argento fluttuoso d'azzurro (citato in (23)) testa di Proteo (testa di uomo di carnagione crinito e barbuto di nero di profilo) uscente da un mare fluttuoso di azzurro e di argento su azzurro (citato in LEOM) |
|        | Proto (Messina, Milazzo, Palermo) Titolo: marchese di Santa Dorotea, della Scaletta, Catena; barone di Arbore; nobile di Messina d'azzurro alla testa di Proteo uscente dal mare d'argento fluttuoso d'azzurro (citato in (23)) d'azzurro, col capo di Proteo di carnagione, barbato e crinito di nero, uscente dal mare al naturale movente dalla punta (citato in Mango e in (25)) testa di Proteo (testa di uomo di carnagione crinito e barbuto di nero di profilo) uscente da un mare fluttuoso di azzurro e di argento su azzurro (citato in LEOM) alias di nero a tre fasce ondate d'argento al capo d'oro, caricato alla testa umana di carnagione barbuta di nero (citato in (23)) di nero a tre fasce ondate d'argento, al capo d'oro, caricato da una testa umana di carnagione, crinita e barbata di nero, movente dalla partizione (citato in Mango e in (25)) 3 fasce ondate di argento su nero - testa umana di carnagione crinita e barbuta di nero muovente dalla partizione su oro in capo (citato in LEOM) Corona di marchese Notizie storiche in Famiglie nobili di Sicilia. Ulteriori notizie storiche in Famiglie nobili di Sicilia. |
|        | Protonobilissimo (Napoletano) (la blasonatura non è stata ancora caricata) (citato in (24)) |
|        | Protonotari Campi (Santa Sofia) albero di pino nodrito su ristretto erboso accompagnato da - 2 cervi controrampanti tutto al naturale su argento - toro rampante di oro su campagna di azzurro caricata di un cuore di rosso sormontato da 3 gigli di oro posti in fascia e da un monte di 6 cime dello stesso in basso tutto su rosso - quartier franco di argento su rosso caricato dello stemma mediceo (6 palle di cui 5 di rosso poste in semicercio e in alto una di azzurro caricata di 3 gigli posti 2,1 di oro su scudetto coronato di oro) (citato in LEOM) |
|        | Protopapa Troncato di azzurro e di oro. Nel 1° ad una colonna d'oro, sormontata da una palla dello stesso, e sinistrata da una palma di verde. Nel 2° tre palle nella punta: in quella di mezzo è fermo un uccello di rosso, tenente nel becco un ramo di ulivo verde; nel canton destro del capo una stella a sei raggi di oro (citato in cuccomarino.org. URL consultato l'11 dicembre 2020 (archiviato dall'url originale il 14 aprile 2013). e in (24)) |
|        | Protopapa (Catania) di rosso, al castello d'argento, sormontato da due croci papali poste in decusse (citato in Mango e in (25)) Notizie storiche in Famiglie nobili di Sicilia. |
|        | Protospataro D'azzurro, alle due spade decussate d'argento manicate d'oro, accompagnate da quattro girelli del medesimo (citato in cuccomarino.org. URL consultato l'11 dicembre 2020 (archiviato dall'url originale il 14 aprile 2013). e in (24) |
|        | Provaglio (Brescia) leone rampante nascente dalla troncatura di azzurro coronato di oro su oro - 3 stelle (5 raggi) di oro su azzurro poste 2,1 (citato in LEOM) alias leone rampante nascente dalla troncatura di azzurro coronato di oro su oro - 3 stelle (5 raggi) poste 1,2 di oro su azzurro (citato in LEOM) alias leone rampante nascente dalla troncatura di azzurro coronato di oro su argento - 3 stelle (5 raggi) poste 1,2 di argento su azzurro (citato in LEOM) |
|        | Provana (Carignano) Titolo: marchesi di Avigliana e Buttigliera, Virle; conti di Altezzano, Altezzano Superiore, Bastia, Beinette, Collegno, Frossasco, Gravere, Lemie, Leynì, Pralungo, Solbrito, Solonghello, Stroppiana, Villar Almese, Viù; signori di Alpignano, Andoglio, Balangero, Baldissero (Frossasco), Baldissero (Ivrea), Belriparo, Borgaro, Brillante, Carpenetto, Cartignano, Caselle, Castagnetto, Cimena, Druent, Dubbione, La Cassa, Osasio, Pancalieri, Polonghera, Roletto, Rubiana, Rubianetta, S.te Helène du Lac, Sambuy, S. Raffaele, S. Secondo, Sciolze, Settimo, Usseglio, Val d'Isère, Villafranca; consignori di Bagnolo, Barbania, Bardassano, Borgo Cornalese, Bussolino, Caluso, Candia, Cantogno, Carignano, Casalgrasso, Castelreinero, Cavagnolo, Cavallerleone, Ceva, Chiusa Pesio, Coazze, Faule, Gorra, Monteu da Po, Piazzo, Prali, Revigliasco, Sabbione, S. Martino, S. Sebastiano, Torre Mondovì, Torre Valgorera, Valfenera, Villarbasse, Villarboit, Vinovo D'argento, alla pianta di vite, di verde, fruttata di nero (arma antica) (citato in (22)) una vite in palo con foglie verdi, e uve negre in campo d'argento che poi per privilegio di Martino V Papa hanno inquartato: nel primo e quarto con la colonna d'argento coronata d'oro in campo rosso: quelli di Leyni, e altri derivati da quel castello in luogo della vite mettono otto foglie di vite verdi (citato in (27)) alias Inquartato, al 1º e 4º di rosso, alla colonna toscana d'argento, con base e capitello d'oro, sormontata da una corona, pure d'oro; al 2º e 3º d'argento, a due viti di verde, fruttate di porpora, sradicate, decussate e ridecussate (citato in (22)) inquartato, nel 1º e 4º di rosso con una colonna toscana d'argento coronata d'oro; nel 2º e 3º d'argento con due viti sradicate di verde, fruttate di porpora passate, e ripassate l'una dietro l'altra in palo (citato in (27)) alias Di rosso, all'aquila d'argento, con in cuore uno scudetto inquartato, al 1º e 4º di rosso, alla colonna d'argento, coronata d'oro; al 2º e 3º d'argento, a due tralci di vite, di verde, fruttate di nero, decussate e ridecussate (citato in (22)) alias Di rosso, all'aquila d'argento, coronata d'oro, con in cuore uno scudetto inquartato, al 1º e 4º di rosso, alla colonna d'argento, coronata d'oro; al 2º e 3º d'argento, a due tralci di vite, di verde, fruttate di nero, decussate e ridecussate (citato in (22)) alias Inquartato, al 1º e 4º di rosso, alla colonna toscana d'argento, con base e capitello d'oro, sormontata da una corona, pure d'oro; al 2º e 3º d'argento, a sei (otto?) foglie di vite verdi, 3, 2, 1 (citato in (22)) inquartato: nel 1º e 4º di rosso con una colonna d'argento, coronata d'oro; nel 2º e 3º sei foglie di vite verdi in campo d'argento (citato in (27)) Cimiero: un unicorno d'argento Motto: Optimum omnium bene agere - Iuste et pie - Nul ne se frotte - Nul s'y frota |
|        | Provana di Collegno o Provana del Sabbione (Torino) Inquartato: nel 1° e 4° di rosso, ad una colonna d'argento, la base ed il capitello d'oro, coronata dello stesso; nel 2° e 3° d'argento a 2 tralci di vigna di verde, sradicati, passati in doppia croce di Sant'Andrea, fogliati dello stesso, e fruttati di 3 grappoli di uva di porpora (citato in DAlena) colonna di argento con base e capitello di oro coronata di oro su rosso - 2 viti sradicate di verde fruttate di viola incrociate per 3 volte su argento (citato in LEOM) Cimiero: un liocorno d'argento Motto: Optimum bene agere |
|        | Provana del Sabbione (Torino) Inquartato: nel 1° d'argento ad un ceppo di vigna sradicato al naturale, pampinoso di 6 pezzi di verde, e fruttato di 3 grappoli d'uva di porpora, 1 e 2; nel 2° e 3° di rosso, alla banda d'argento, caricata di 2 stelle e di 2 croci patenti di nero, poste alternativamente, e sinistrata da un leone d'oro; nel 4° di rosso, ad una colonna d'argento. Nebuloso in punta d'argento, a 3 punte di spada di rosso (citato in DAlena) |
|        | Provasi (Lodi) castello affiancato da 2 torri merlate alla ghibellina di rosso sostenente - una aquila di nero coronata di oro tutto su azzurro - il castello fondato su campagna simulante un fiume al naturale caricato da un pesce trota natante dello stesso (citato in LEOM) |
|        | Provensali (Lucca) Fasciato ondato d'azzurro e d'argento, alla fascia attraversante del secondo, caricata di due leoni leoparditi affrontati al naturale (citato in (20)) |
|        | Provenzale (Molise) D'oro a quattro fasce controinnestate con la fascia di rosso caricata di due leoni passanti d'oro affrontati (citato in DAlena) |
|        | Provenzale e Provenzale de Bruyeres (Palermo, Catania, Nicosia) Titolo: duca, nobile dei duchi fasciata (alla fascia), accompagnata in capo da tre gigli bottonati ed in punta da un levriero (citato in (23)) |
|        | Provenzale Titolo: baroni d'Altaluna e Bellarosa d'argento, a due leoni al naturale, lampassati di rosso, controrampanti e combattenti, uscenti dal mare d'azzurro fluttuoso di nero, movente dalla punta (citato in (23)) |
|        | Provenzale (Palermo) inquartato a croce di Sant'Andrea; il capo e la punta di rosso, con due “J” nere, fiancheggiati d'oro con due “J” nere (citato in (23)) |
|        | Provenzali (Lucca) 2 leoni passanti e affrontati di oro su fascia di rosso su oro - 4 fasce ondate di azzurro 2 in alto e 2 in basso su oro (citato in LEOM) |
|        | Provenzano (Mazara, Trapani, Monte San Giuliano) Titolo: barone di Cudia d'azzurro, al monte di tre cime d'oro, movente dalla punta, sormontato da un braccio vestito di rosso impugnante un ramo di giglio di tre pezzi d'argento (citato in Mango) d'azzurro, col monte di tré cime d'oro, movente dalla punta, sormontato da un braccio vestito di rosso impugnante un ramo di fior di giglio (citato in (25)) Corona di barone Notizie storiche in Famiglie nobili di Sicilia. |
|        | Provera (Piovera) Titolo: signori di Piovera; consignori di Mugarone, Rivarone Palato d'azzurro e d'argento, alla torre di rosso, accompagnata in capo e in punta da una stella, dell'uno nell'altro Motto: Pro vero et virtute (citato in (22)) |
|        | Provinciali (Pisa) Di rosso, a tre rametti impugnati di verde, fioriti ciascuno di due o tre pezzi d'azzurro (citato in (20)) |
|        | Provinciali (Pistoia) Troncato d'oro e di verde, alla croce attraversante di rosso (citato in (20)) |
|        | Proximone o Proscimone o Prescimone (Sicilia) di verde, alla fascia d'oro (citato in Mango) |

### Pru
| Stemma | Casato e blasonatura |
| ------ | --- |
|        | Prunas (Roma, Torino) D'argento al prugno fruttato al naturale, nodrito sulla pianura erbosa di verde, il tronco attorniato alla base di carboni ardenti al naturale,; l'albero sostenente un'aquila di nero mirante un sole nel cantone destro del capo (citato in DAlena) |
|        | Prunas (Bosa, Cagliari, Sassari, Torino) albero di pruno (susino) nodrito in una fossa di terreno erboso ripiena di legna accesa tutto al naturale sostenente - una aquila al naturale coronata di oro rivolta tutto su argento - sole raggiante di oro uscente dal canton destro del capo su argento (citato in LEOM) |
|        | Prunas Tola (Bosa, Cagliari, Sassari, Torino) albero di pruno (susino) nodrito in una fossa di terreno erboso ripiena di legna accesa tutto al naturale sostenente - una aquila al naturale coronata di oro rivolta tutto su argento - sole raggiante di oro uscente dal canton destro del capo su scudetto argento su - albero di quercia sradicata al naturale accompagnata a destra da - leone rampante di oro tutto su azzurro su - stella (5 raggi) di oro su azzurro - sella (da cavallo o da somaro) sostenuta da un sasso tutto al naturale su oro (citato in LEOM)                                                                        |
|        | Prunas Tola Arnaud D'argento al prugno fruttato al naturale nodrito sulla pianura ebosa di verde, il tronco attorniato alla base di carboni ardenti al naturale; l'albero sostenente un'aquila di nero mirante un sole nel cantone destro del capo (citato in DAlena) |
|        | Prunas Tola Arnaud di San Salvatore (Bosa, Torino) Titolo: conti di Salvatore; conti Partito, al 1° d'azzurro, alla quercia sinistrata e fruttata al naturale, sostenuta da un leone d'oro (Prunas), al 2° d'azzurro, al leone accompagnato da cinque bisanti 2, 2, 1, il tutto d'argento, con il capo d'oro, carico di un'aquila coronata, di nero (Arnaud), sul tutto d'argento, al pruno fruttato al naturale, terrazzato di verde, il tronco attorniato alla base da carboni ardenti al naturale, il pruno sostenente un'aquila sorante di nero, coronata d'oro, fissante un sole d'oro orizzontale sinistro (Prunas moderno) (citato in (22)) |

### Psa
| Stemma | Casato e blasonatura |
| ------ | --- |
|        | Psallidi (Venezia) castello a 2 palchi merlato alla ghibellina al naturale aperto e finestrato di nero su azzurro - argento pieno (citato in LEOM) |

### Puc
| Stemma | Casato e blasonatura |
| ------ | --- |
|        | Puccetti (Firenze) d'azzurro, alla stella d'oro in cuore accompagnata da 6 api dello stesso poste 1, 2, 2, 1 (citato in (2) – pag. 220 e in DAlena) D'azzurro, alla stella a otto punte d'oro, posta in mezzo a sei api montanti dello stesso, ordinate in cinta (citato in (20)) |
|        | Puccetti (Firenze) Inquartato decussato: il 1° e 4° d'azzurro, alla stella a otto punte d'oro; nel 2° e 3° d'argento, al destrocherio (o braccio) di carnagione, vestito di rosso, reciso e posto in palo, quello a destra indicante in alto e quello a sinistra indicante in basso (o viceversa) (citato in (20)) |
|        | Pucci (Firenze) d'argento, alla testa di moro attortigliata del campo, il nastro caricato da tre martelli di nero (citato in (2) – pag. 62 e in (4) - Vol. II pag. 158) D'argento, alla testa di moro di nero, attortigliata del primo, il tortiglio in genere caricato di tre martelli (oppure tre lettere T) del secondo (citato in (20) e in DAlena) testa di moro al naturale di profilo attorcigliata di una fascia di argento caricata di 3 martelli di nero posti nel senso della fascia su argento (citato in LEOM) (DE) 1 schwarzer Mohrenkopf von vorn mit Stirnreif, dieser belegt mit 3 Taukreuzen (citato in (28)) |
|        | Pucci (Toscana) (DE) In Silber 1 schwarzer Mohrenkopf mit silbernem Stirnreif, dieser der Figur nach belegt mit 3 schwarzen Taukreuzen (citato in (28)) |
|        | Pucci (Firenze) D'argento, alla testa di moro di nero, attortigliata del primo, fissante il capo dello scudo, il tortiglio in genere caricato di tre martelli (oppure tre lettere T) del secondo (Immagine nella Raccolta stemmi Trippini (JPG).) |
|        | Pucci o Pucci del Chiassolino (Toscana) (DE) In Gold 3 schwarze Balken (citato in (28)) |
|        | Pucci (Toscana) (DE) Unter 1 silbernen Schildhaupt, darin 1 rotbordiertes silbernes endgekerbtes Kreuz, in Blau 1 mit 3 roten Scheiben belegter goldener Schrägbalken (citato in (28)) |
|        | Pucci (Pisa) D'argento, alla banda cucita d'oro, caricata di un'aquila dal volo abbassato di nero posta in mezzo a due rose del campo (citato in (20)) |
|        | Pucci o Puccio (Petralia Sottana, Catania, Palermo) Titolo: barone di San Giuliano, Monaco Soprano; Signore delle Terre della Chiesa / barone di Benisichi, nobile dei baroni partito nel 1° d'oro alla testa di moro al naturale, nel 2° di rosso al pozzo movente dalla partizione sormontato da una stella (8), sinistrato da un leone coronato che vi attinge il tutto d'oro (citato in (23) e in (25)) partito: al primo d'oro, alla testa di moro al naturale; al secondo di rosso, al pozzo movente dalla partizione sormontato da una stella di otto raggi, sinistrato da un leone coronato che vi attinge; il tutto d'oro (citato in Mango) testa di moro in maestà (mora) al naturale su oro - leone rampante coronato nell'atto di attingere acqua ad un pozzo sormontato da una stella (8 raggi) tutto di oro su rosso (citato in LEOM) alias d'azzurro con un pozzo accostato da un leone coronato che tira il secchio, sormontato da tre stelle poste in fascia, il tutto d'oro (citato in (23) e in (25)) leone rampante coronato nell'atto di attingere acqua ad un pozzo sormontato da 3 stelle (5 raggi) poste in fascia tutto di oro su azzurro (citato in LEOM) Notizie storiche in Famiglie nobili di Sicilia. Ulteriori notizie storiche in Famiglie nobili di Sicilia. |
|        | Pucci (Sarzana, Torino) testa di moro al naturale di profilo attorcigliata di argento su oro (citato in LEOM) |
|        | Pucci (Assisi) stella (7 raggi) di oro su trinciato di azzurro e di verde (citato in LEOM) |
|        | Pucci Boncambi (Perugia) ponte a 3 luci e 4 piloni su fiume sostenente - un leone rampante tutto al naturale tenente con le zampe anteriori una rosa fogliata e stelata di oro su azzurro - semigrembiato di oro e di azzurro - aquila bicipite di nero coronata di oro su oro in capo (sulla seconda partizione) (citato in LEOM) |
|        | Pucci da Filicaia (Firenze) testa di moro al naturale di profilo attorcigliata di una fascia di argento caricata di 3 martelli di nero posti nel senso della fascia su argento - 3 scaglioni di rosso su oro (citato in LEOM) |
|        | Pucci del Chiassolino (Firenze) D'oro, a tre fasce di nero (citato in (20)) |
|        | Pucci delle Stelle (Firenze) D'argento, alla testa di moro di nero, attortigliata del primo, il tortiglione caricato di tre lettere T del secondo, e al capo di rosso caricato di due stelle a otto punte d'oro, ordinate fra i tre pendenti di un lambello dello stesso alias D'argento, alla testa di moro di nero, attortigliata del primo, il tortiglione caricato di tre lettere T del secondo, accompagnata in capo da due stelle a sei punte d'oro, ordinate fra i tre pendenti di un lambello di rosso (citato in (20)) |
|        | Pucci delle Stelle (Livorno, Siena) testa di moro al naturale di profilo attorcigliata di una fascia di argento caricata di 3 martelli di nero posti nel senso della fascia su argento - 2 stelle (6 raggi) di oro inframezzate da 3 gocce di un lambello di rosso in alto su argento (citato in LEOM) |
|        | Pucci delle Stelle Sansedoni (Livorno, Siena) mezza aquila bicipite di nero coronata di oro uscente dalla partizione su oro - 3 fasce di azzurro su argento (citato in LEOM) |
|        | Pucci di Amendolara (Napoli, Roma, Amendolara) Titolo: baroni d'azzurro alla palma di verde in palo, all'aquila bicipite d'oro e alla scala di rosso, alla torre d'oro e stella cometa di rosso (citato in (23)) alias d'azzurro al palmizio al naturale addestrato da una stella cometa ad otto punte posta in palo e sinistrato da una stella ad otto raggi, il tutto d'oro. Corona di patrizio antica (arma antica) (citato in (24)) alias d'azzurro al palmizio al naturale addestrato da una torre merlata alla guelfa e finestrata d'azzurro, sormontata da una stella cometa ad otto punte, il tutto d'oro, e sinistrato da una scala d'oro posta in banda sostenente l'aquila imperiale bicipite nera, spiegata al naturale, membrata, imbeccata e coronata d'oro. Corona baronale (citato in (24)) Notizie storiche in Nobili napoletani. |
|        | Pucci di Firenze (Cesena) (la blasonatura non è stata ancora caricata) (citato in BLCW) Immagine in Blasone Cesenate. |
|        | Pucci di Napolio (Napoletano, Sicilia) d'argento alla testa di moro, cinta da una fascia dello stesso caricata da tre martelli di ferro (citato in (24)) Motto: Laus et gloria Notizie storiche in Nobili napoletani. |
|        | Pucci di Ponte (Pisa) Cerchiato di sei pezzi d'argento e di nero (citato in (20)) |
|        | Pucci Franceschi (Montepulciano, Firenze) D'azzurro, alla banda d'oro caricata di tre palle di rosso alias D'azzurro, alla banda d'oro caricata di tre palle di rosso, con il capo di Santo Stefano (citato in (20)) |
|        | Pucci Scarpucci (Toscana) (DE) In Blau 1 schräggelegte abgerissene goldene Löwenpranke, oben begleitet von 1 achtstrahligen goldenen Stern (citato in (28)) |
|        | Pucci Sisti (Montepulciano, Roma) 3 palle di rosso su banda di oro su azzurro - capo di Santo Stefano (citato in LEOM) |
|        | Pucciardi (Pisa) Inquartato d'azzurro e d'argento alias Inquartato d'argento e d'azzurro, i due quarti del primo alla torcia posta in sbarra d'argento, accesa di rosso e accollata da una biscia di verde (citato in (20)) |
|        | Pucciarini (Pisa) Di..., alla banda di... (citato in (20)) |
|        | Puccinelli (Pescia) Di rosso, al cane rampante d'argento e alla banda attraversante d'azzurro, caricata di tre gigli d'oro, talvolta posti nel senso della pezza (citato in (20)) alias Di rosso, al cane rampante d'argento e alla banda attraversante d'azzurro, caricata di tre gigli d'oro, talvolta posti nel senso della pezza, con il capo di Santo Stefano (citato in (20)) (DE) Unter 1 silbernen Schildhaupt, darin 1 rotes Johanniterkreuz (Capo di San Stefano), in Rot 1 blau behalsbandeter silberner Hund, überdeckt von 1 mit 3 goldenen Lilien besetzten blauen Schrägbalken (citato in (28)) |
|        | Puccinelli (Pescia) (DE) Quadriert: In Feld 1 und 4 in Rot 1 golden behalsbandeter silberner Hund überdeckt von 1 mit 3 sechsstrahligen goldenen Sternen belegten blauen Schrägbalken, in Feld 2 und 3 in Blau 3 achtstrahlige goldene Sterne und 1 liegender silberner Halbmond 3:1 gestellt (citato in (28)) |
|        | Puccinelli (Firenze) 3 gigli di oro posti in palo su banda di azzurro su - cane levriero di argento rampante collarinato di azzurro su rosso - capo di Santo Stefano (citato in LEOM) |
|        | Puccinelli Sannini (Firenze) 3 crocette forate di argento su banda di rosso su - cane rampante di argento collarinato di rosso su azzurro - luna montante di argento su azzurro - 3 stelle (8 raggi) di oro su azzurro in alto poste 1,2 (citato in LEOM) |
|        | Puccinelli Sannini (Firenze) 3 gigli di oro posti in palo su banda di azzurro su - cane levriero di argento rampante collarinato di azzurro su rosso - luna montante di argento sormontata da - 3 stelle (8 raggi) di oro poste in fascia tutto su azzurro (citato in LEOM) |
|        | Puccini (Pistoia) D'argento, alla testa di moro di nero, attortigliata del campo, e al capo d'Angiò alias D'argento, alla testa di moro di nero, bendata del campo, e al capo d'Angiò alias Inquartato: nel 1° e 4° fasciato increspato di rosso e d'argento; nel 2° e 3° di verde pieno (citato in (20)) |
|        | Puccini (Pistoia) (DE) Quadriert: In Feld 1 und 4 in Silber 3 rote Zickzackbalken, Feld 2 und 3 ledig grün (citato in (28)) |
|        | Puccini (Pistoia) Palato di sei pezzi d'oro e di rosso, alla ghirlanda attraversante di verde (citato in (20)) |
|        | Puccini (Pescia, Firenze) Partito di nero e di rosso, al palo d'argento passato sulla partizione; e al capo d'Angiò (citato in (20)) |
|        | Puccini (Firenze) Di..., alla banda di... alias Di..., allo scaglione di..., accompagnato da tre stelle a otto punte di..., 2.1, e sormontato da un lambello a quattro pendenti di... (citato in (20)) |
|        | Puccini (Firenze) Di..., al monte di sei cime di..., sostenente tre spighe di..., una nodrita sulla cima alta e due sulle cime laterali (citato in (20)) |
|        | Puccini (Firenze) Di vaio, a due pali diminuiti di..., e al capo di..., sostenuto da una divisa di... (citato in (20)) |
|        | Puccini o Puccini del Lion Nero (Firenze) D'azzurro, a tre bande d'oro (citato in (20)) 3 bande di oro su azzurro (citato in LEOM) (DE) In Blau 3 goldene Schrägbalken (citato in (28)) |
|        | Puccini (Firenze) Di rosso, al palo di vaio accostato da due filetti in palo d'argento alias Di rosso, a tre pali. quello centrale di vaio, gli altri d'argento (citato in (20)) |
|        | Puccini (Firenze) D'azzurro, all'albero di verde nodrito su un terrazzo roccioso d'oro alias D'azzurro, all'albero di verde nodrito su un monte di sei cime d'oro alias D'argento, all'albero di verde nodrito su un terrazzo roccioso d'oro alias D'argento, all'albero di verde nodrito su un monte di sei cime d'oro (citato in (20)) |
|        | Puccini (Firenze) (la blasonatura non è stata ancora caricata) (Immagine nella Raccolta stemmi Trippini (JPG).) |
|        | Puccini (Toscana) (DE) In Silber 1 schwebender goldener Strohballen, oben besetzt mit 1 naturfarbenen Laubbaum (citato in (28)) |
|        | Puccini (Pistoia) (DE) In Rot 2 goldene Pfähle, überdeckt von 1 nach oben geöffneten grünen Lorbeerkranz (citato in (28)) |
|        | Puccini del Lion Bianco (Firenze) D'azzurro, a tre bande d'oro (citato in (20)) |
|        | Puccini della Golpaia (Firenze) D'azzurro, all'albero di verde, nodrito sul terreno al naturale (citato in (20)) |
|        | Puccio Prefumo (Genova) 5 pali di argento su banda di azzurro su argento - testa di moro in maestà al naturale in alto a destra - 2 stelle (6 raggi) di rosso poste in fascia in basso a sinistra su argento - leone rampante di oro su terrazzo di verde uscente dalla punta tenente nelle zampe anteriori una cornucopia di nero accesa di rosso tutto su azzurro (citato in LEOM) |
|        | Puccioni (Siena) Troncato: nel 1° d'azzurro, alla colonna al naturale poggiante a destra, spezzata dal soffio di un vento di carnagione uscente da nubi d'argento a sinistra; nel 2° d'oro, a due uccelli (colombe) soranti affrontati al naturale alias Troncato: nel 1° d'azzurro, alla colonna al naturale poggiante a destra, spezzata dal soffio di un Eolo di carnagione uscente da nubi d'argento a sinistra; nel 2° d'oro, a due uccelli (colombe) soranti affrontati al naturale alias D'azzurro, allo scaglione diminuito d'oro, accompagnato in capo da una stella a otto punte dello stesso, e in punta da un leone al naturale (citato in (20)) |
|        | Puccioni (Firenze) colonna spezzata e cadente verso la figura di un vento soffiante e uscente da una nuvola tutto al naturale su azzurro - 2 colombe in volo affrontate al naturale su oro (citato in LEOM) |

### Pud
| Stemma | Casato e blasonatura |
| ------ | --- |
|        | Puddu (Gesturi, Cagliari, Siddi) Spaccato, nel 1° d'oro al gallo al naturale; nel 2° di rosso a 3 funicelle d'oro in 3 fasce, caricate di 6 fogli di carta bianca al naturale a cavalcioni delle funi, 3 sulla superiore, 2 su quella di mezzo, 1 sull'inferiore (citato in DAlena) gallo passante al naturale su oro - 6 fogli di carta al naturale stesi a cavalcioni su 3 corde dello stesso posti 3,2,1 in piramide rovesciata tutto su rosso (citato in LEOM) |

### Pug
| Stemma | Casato e blasonatura |
| ------ | --- |
|        | Puggi (Pisa) D'argento, a tre rametti al naturale nodriti in ventaglio sulla cima di un monte di tre cime di verde (citato in (20)) |
|        | Pugiades o Pujades o Impugiades o Baiada (Messina, Palermo, Randazzo) di rosso, al monticello al naturale, movente dalla punta, sormontato nel capo da un giglio d'argento (citato in Mango)                                                                                        |
|        | Pugiella (Trino, Casale) D'argento, al destrocherio di rosso, che impugna un pugnale rivolto in basso, (al naturale?), ornato da un cartiglio con il motto Se Pur Val L'Ingegno, con il capo d'oro, cucito, carico di un'aquila, di nero Motto: Se pur val ingegno (citato in (22)) |
|        | Pugiotto (Chioggia) (la blasonatura non è stata ancora caricata) (citato in Araldica gentilizia (archiviato dall'url originale il 24 settembre 2015).) |
|        | Pugliani (Firenze) D'azzurro, alla fascia diminuita di rosso, accompagnata da tre stelle a otto punte d'oro, 2.1; e al capo cucito d'Angiò (citato in (20)) |
|        | Pugliani (Toscana) (DE) In Blau 1 roter Balken, begleitet oben von 2 achtstrahligen goldenen Sternen balkenweise und darüber von 1 vierlätzigen roten Turnierkragen mit je 1 goldenen Lilie zwischen den Lätzen, unten von 1 achtstrahligen goldenen Stern (citato in (28))         |
|        | Pugliesi (Pistoia) D'oro, a tre corni da caccia di nero, legati di rosso, ordinati l'uno sull'altro (citato in (20)) |
|        | Pugliesi (Prato, Firenze) Fasciato di sei pezzi di rosso e di vaio alias Vaiato di rosso e d'argento, con il capo d'Angiò (citato in (20)) |
|        | Pugliesi (Prato) D'azzurro, al palo diminuito di rosso, accostato da due leoni affrontati d'argento (citato in (20)) |
|        | Pugliesi (Prato) (DE) In Blau 3 Balken in Pfahlfeh (citato in (28)) |
|        | Pugnani (Pisa) Troncato di... e di..., al crescente montante di... nel primo (citato in (20)) |
|        | Pugnani (Venezia) inquartato di azzurro e di oro - lettera P maiuscola di nero sull'oro (citato in LEOM) |
|        | Pugnetti o Pugnetto (Carmagnola) Titolo: signori di Marescotto Troncato, al 1° palato di rosso e d'argento, al 2° d'argento, alla mano chiusa a pugno, di carnagione (citato in (22))                                                                                               |

### Pul
| Stemma | Casato e blasonatura |
| ------ | --- |
|        | Pulazzini (Facchinetti Pulazzini) (Bologna, Roma, Rimini, Città di Castello) d'azzurro al pino di verde sinistrato da un piccolo cipresso al naturale su terreno di verde, il pino sormontato da una cometa d'oro (citato in (4) – Vol. III pag. 52) |
|        | Pulce (Molise) D'argento a tre pali di rosso (citato in DAlena) |
|        | Pulce o Pulci (Napoli, Terni) Titolo: nobili d'argento a tre pali di rosso (citato in (23)) 3 pali di rosso su argento (citato in LEOM) |
|        | Pulci (Toscana) (DE) In Silber 3 rote Pfähle (citato in (28)) |
|        | Pulci (Firenze) palato d'argento e di rosso (citato in (2) – pag. 399, in (7) - pag. 146, in (20) e in DAlena) alias Di rosso, a tre pali d'argento (citato in (20)) |
|        | Pulci (Cesena) (palato d'argento e di rosso) (citato in BLCW) Immagine in Blasone Cesenate. |
|        | Pulciano (Castellazzo, Torino) Troncato, al 1° d'oro, all'aquila di nero, coronata del campo, al 2° d'argento, al pellicano, sostenuto da un colle di tre cime, erbose, tenente nel becco una serpe, il tutto al naturale (citato in (22)) aquila di nero coronata di oro su oro - pellicano al naturale afferrante con il becco un pesce sul centrale di 3 monti di verde uscenti dalla punta tutto su argento (citato in LEOM) Motto: Bene agere |
|        | Pulcrinotto (Sicilia) d'azzurro, con un capriolo sormontato da due grifi contro rampanti e coronati, accompagnato nel capo da una stella, ed in punta da un giglio; tutto d'oro (citato in (25)) Notizie storiche in Famiglie nobili di Sicilia. |
|        | Puleio o Pulejo (Messina, Santa Lucia di Mela) Titolo: nobili d'azzurro al leone d'oro impugnante con le branche anteriori un ramo di puleggio di verde fiorito di rosso (citato in (23)) |
|        | Pulicciani (Firenze) D'azzurro, al destrocherio di carnagione vestito di rosso, tenente in palo una mazza d'arme al naturale, accostata da due stelle a otto punte d'oro; il tutto sormontato da un lambello a cinque pendenti di rosso alias D'azzurro, al destrocherio di carnagione vestito di rosso, tenente in palo una mazza d'arme al naturale, accostata da due stelle a otto punte d'oro; il tutto con il capo cucito d'Angiò) alias D'azzurro, al destrocherio armato al naturale, tenente in palo una mazza d'arme al naturale, accostata da due stelle a otto punte d'oro; il tutto sormontato da un lambello a cinque pendenti di rosso alias D'azzurro, al destrocherio armato al naturale, tenente in palo una mazza d'arme al naturale, accostata da due stelle a otto punte d'oro; il tutto con il capo cucito d'Angiò) (citato in (20)) |
|        | Puliga (Buddusò, Cagliari) D'argento al capo d'azzurro; in punta dello scudo un mare sostenente una folaga natante su esso, il tutto al naturale (citato in DAlena) uccello folaga (in dialetto sardo puliga) natante su mare uscente dalla punta tutto al naturale su argento - azzurro pieno in capo (citato in LEOM) |
|        | Pulignani (Cesena) (la blasonatura non è stata ancora caricata) (citato in BLCW) Immagine in Blasone Cesenate. |
|        | Pull (Milano, Verona, Modena) scaglione di oro su troncato in scaglione di azzurro e di argento - 3 gigli di oro posti 1,2 su azzurro - pollo fermo su ristretto al naturale uscente dalla punta tutto su argento (citato in LEOM) |
|        | Pullarini (Cesena) (la blasonatura non è stata ancora caricata) (citato in BLCW) Immagine in Blasone Cesenate. |
|        | Pullici (Verona) 2 sbarre di rosso traversanti 2 bande dello stesso su oro seminato di pulci di nero (citato in LEOM) |
|        | Pullicino (Sicilia) di rosso, col pulcino d'oro (citato in (25)) Corona di barone Notizie storiche in Famiglie nobili di Sicilia. |
|        | Pullini (Rivoli) Titolo: conti di Sant'Antonino D'oro, a tre scaglioni, d'azzurro Motto: Ad ogni guerra e giostra (citato in (22)) |
|        | Pullino (Castellamonte, Roma, Castellamare di Stabia) Titolo: nobili D'azzurro, al leone coronato, d'oro, accompagnato nel punto destro del capo da una stella (6), d'argento (citato in (22) e in (23)) leone rampante coronato di oro su azzurro mirante - stella (6 raggi) di oro posta nel canton sinistro del capo su azzurro (citato in LEOM) |
|        | Pulusella (Rovato) sbarra di argento su - leone rampante troncato di azzurro e di rosso su troncato di rosso e di azzurro (citato in LEOM) |

### Puo
| Stemma | Casato e blasonatura |
| ------ | --- |
|        | Puoti (Molise, Napoli) Titolo: marchese, nobili dei marchesi, patrizio di Bari D'azzurro al leone d'oro in atto di slanciarsi contro un braccio di carnagione movente dal lato sinistro dello scudo (citato in DAlena e in (23)) leone rampante rivolto di oro nell'atto di avventarsi su - un braccio destro di carnagione uscente da destra tutto su azzurro (citato in LEOM) Motto: Nec laeditur |

### Pup
| Stemma | Casato e blasonatura |
| ------ | --- |
|        | Pupi (Pisa) Inquartato decussato: nel 1° palato di sei pezzi di nero e d'oro; nel 2° e 3° d'oro, al leone di nero, quello del 2° rivolto; nel 4° palato di sei pezzi d'oro e di nero; e alla croce di sant'Andrea di nero passata sulla partizione (citato in (20)) |
|        | Pupigliani (Firenze) Troncato d'azzurro e d'oro, al sinistrocherio di carnagione vestito di rosso nel secondo, tenente nel primo un ramo di rosaio di verde, fiorito di tre pezzi di rosso (citato in (20))                                                         |
|        | Puppi (Asolo) D'azzurro alla banda ondata accompagnata da due rose il tutto di rosso (citato in DAlena) |
|        | Puppi (Cividale del Friuli) inquartato in decusse: il 1º di nero, il 2º d'azzurro, il 3º e 4º di rosso, il tutto diaprato d'oro (Immagine nella Raccolta stemmi Trippini (JPG).)                                                                                    |
|        | Puppi (San Pietro in Gù, San Nazario Ros) 2 rose poste in banda su tagliato merlato di argento e di rosso - rosa di rosso su argento - e rosa di argento su rosso (citato in LEOM)                                                                                  |

### Pur
| Stemma | Casato e blasonatura |
| ------ | --- |
|        | Purci o Pulici (Messina) di rosso a sei uccelli armellini d'argento, ordinati in cinta (citato in Mango)                                     |
|        | Purghiani (Siena) D'argento, a due bande ondate d'azzurro (citato in (20))                                                                   |
|        | Purpagnano (Sicilia) d'azzurro; con un albero di pino verde, a tronco d'oro (citato in (25)) Notizie storiche in Famiglie nobili di Sicilia. |

### Pus
| Stemma | Casato e blasonatura |
| ------ | --- |
|        | Pusterla d'azzurro, al drago d'argento, piegato in giro, e mordentesi la coda, sornmontato di una crocetta dello stesso (citato in (7) – pag. 126 e in DAlena) |
|        | Pusterla o Pusterla Cortesini (Milano) aquila di nero coronata di oro su oro (citato in LEOM)                                                                  |

### Put
| Stemma | Casato e blasonatura |
| ------ | --- |
|        | Putamorsi (Pistoia) Partito: nel 1° di verde pieno; nel 2° di rosso, a due bande d'oro; e al palo diminuito di rosso passato sulla partizione (citato in (20))    |
|        | Putheobonello (la blasonatura non è stata ancora caricata) (citato in DAlena)                                                                                     |
|        | Putzer (Bolzano) stella (6 raggi) di oro su azzurro - 2 mezze aquile bicipiti di nero uscenti dalle partizioni su oro nel secondo e terzo quarto (citato in LEOM) |